# قائمة أجناس الثدييات
يوجد حاليًا 1258 جنسًا، و161 فصيلة، و 27 رتبة، وحوالي 5937 نوعًا حيًا معترفًا به من الثدييات. تصنيف الثدييات في تغير مستمر حيث يتم وصف العديد من الأنواع الجديدة وإعادة تصنيفها ضمن أجناسها وفصائلها الخاصة. التصنيف الموضح هنا هو تجميع لأكثر المعلومات منطقية والمحدثة حول تصنيف الثدييات من العديد من المصادر، أهمها سلسلة "دليل الثدييات في العالم" و "أنواع الثدييات في العالم".

## زبابيات إفريقية

### رتيبةأشباه المداليات
- فصيلة مدال - المدال والزبابة قضاعة الماء
  - فُصيلة جيوجاليناي
    - جنس جيوجالي (نوع واحد) - مدال كبير الأذنين

  - فُصيلة مداليات الأرز
    - جنس زبابة دقيقة (21 نوع) – مدال زبابي
    - جنس نيسوغالي [الإنجليزية] (نوعين) – مدال الزبابة
    - جنس مدال الأرز (نوعين) - مدال الأرز

  - فُصيلة مدالية
    - جنس إشنسا (نوع واحد) – مدال قنفذي صغير
    - جنس مدال حزامي (نوعين) – مدال مخطط
    - جنس سيتيفر (نوع واحد) – مدال قنفذي كبير
    - جنس مدال (نوع واحد) – مدال شائع
- فصيلة بوتاموجاليداي
  - جنس ميكروبوتاموجالي [الإنجليزية] (نوعين) - زبابة قضاعية
  - جنس بوتاموغالي (نوع واحد) - زبابة قضاعية عملاقة

### رتيبةعسربيات
- فصيلة عسربيات – الخُلدان الذهبية
  - فُصيلة عسربانيات
    - جنس كاربيتالبا [الإنجليزية] (نوع واحد) – خلد آرند الذهبي
    - جنس كلوروتالبا [الإنجليزية] (نوعين) – طوبين دوثي الذهبي
    - جنس عسرب (3 انواع) - الخلد ذهبي الرأس
    - جنس كريسوسبالاكس [الإنجليزية] (نوعين) – الخلد الذهبي العملاق
    - جنس كريبتوكلوريس [الإنجليزية] (نوعين) – خلد دي وينتون الذهبي
    - جنس إريميتالبا [الإنجليزية] (نوع واحد) – خلد غرانت الذهبي

  - فُصيلة أمبليزومين
    - جنس أمبليزوموس [الإنجليزية] (5 انواع) – الخلد الذهبي ذات الرأس الضيق
    - جنس كالكوكلوريس [الإنجليزية] (نوعين) - الخلد الذهبي الأصفر
    - جنس هويتيا [الإنجليزية] (نوع واحد) - خلد كونغو الذهبي
    - جنس نيمبليسوموس [الإنجليزية] (نوعين) – خلد غانينغ الذهبي

## اللواحم
رتبة اللواحم هي مجموعة تصنيفية تضم 16 فصيلة تضم ثدييات آكلة اللحوم بشكل رئيسي بالإضافة إلى حيوانات آكلة اللحوم والنبات معًا، وتنتشر هذه الحيوانات على اليابسة وفي المياه البحرية القطبية وبعض المناطق الاستوائية حول العالم. ينقسم هذا التصنيف إلى تحت رتيبتين رئيسيتين، وهما رتيبة كلبيات الشكل التي تضم الكلبيات والدببة والباندا الحمراء والراتونيات والظربان وابن عرس بالإضافة إلى زعنفيات الأقدام التي تشمل عجل البحر والفقميات والفظيات، ورتيبة سنوريات الشكل التي تضم فصيلة زباد النخيل الإفريقي والسنوريات واللنسنغ الآسيوي والزباديات و الضباع وفصيلة النمسيات وفصيلة الفلنوكيات. تضم هذه الرتبة حوالي 289 نوعًا معترفًا به، بالإضافة إلى 4 أنواع انقرضت حديثًا، واحد منها ينتمي إلى جنس أحادي النمط ذئب جزر فوكلاند. يأتي تصنيف القبائل والفصائل الفرعية في الغالب من المجلد الأول من كتاب "ثدييات العالم" الخاص بالحيوانات آكلة اللحوم بالنسبة للأنواع الأرضية، والمجلد الرابع الخاص بالثدييات البحرية للفصائل البحرية الثلاثة.

### رتيبةكلبيات الشكل
- دون رتبة سينويديا
  - فوق فصيلة كانويديا
    - فصيلة كلبيات - الكلاب
      - جنس أتلوسينوس (نوع واحد) - كلب قصير الأذنين
      - جنس كلب (8 انواع) - الذئاب وابن آوى
      - جنس سيردوسيون (نوع واحد) - ثعلب السافانا
      - جنس كريسوسيون(نوع واحد) - ذئب ذو العرف
      - جنس كيون (نوع واحد) - دول
      - جنس دوسيون [الإنجليزية]† (نوع واحد) - ذئب جزر فوكلاند
      - جنس لوبوليلا [الإنجليزية] (نوعين) - ابن آوى
      - جنس ليكالوبيكس (6 انواع) - ثعالب أمريكا الجنوبية
      - جنس سمع (نوع واحد) - الكلب البري الإفريقي
      - جنس كلب راكوني (نوعين) - الكلب الراكوني
      - جنس أوتوسيون (نوع واحد) - ثعلب خفاشي الأذنين
      - جنس ضيغب (نوع واحد) - كلب الآجام
      - جنس ثعالب ثخينة الذيل (نوعين) - الثعلب الرمادي
      - جنس ثعلب (12 نوع) - الثعالب التقليدية
- دون رتبة دبيات الشكل [الإنجليزية]
  - رتبة ثانوية أورسيدا
    - فوق فصيلة دبيات وأشباهها [الإنجليزية]
      - فصيلة دبيات - دب
        - فُصيلة أيلوروبوديناي [الإنجليزية]
          - جنس باندا عملاقة (نوع واحد) - الباندا العملاقة

        - فُصيلة تريماركتيناي [الإنجليزية]
          - جنس دب مثقوب العضدين (نوع واحد) - دب أبو نظارة

        - فُصيلة أورسيناي [الإنجليزية]
          - جنس هيلاركتوس (نوع واحد) - دب الشمس
          - جنس ميلورسوس (نوع واحد) - الدب الكسلان
          - جنس دب (4 انواع) - الدب القطبي

    - فوق فصيلة العرسيات وأشباهها
      - فصيلة أيلوريداي [الإنجليزية] - باندا أحمر
        - جنس إيلوروس (نوع واحد) - باندا أحمر

      - فصيلة ظربان أمريكي
        - جنس ظربان أمريكي مفنطس (4 انواع) - ظربان مفنطس
        - جنس ميفيتيس (نوعين) - ظربان مخطط وذو القلنسوة
        - جنس الغرير النتن (نوعين) - غرير نتن
        - جنس ظربان مرقط (4 انواع) - ظربان مرقط

      - فصيلة العِرسيات - ابن عرس والغرير وثعالب الماء
        - فُصيلة جولونيناي [الإنجليزية]
          - جنس إيرا (نوع واحد) - تيرا
          - جنس جولو [الإنجليزية] (نوع واحد) - شره
          - جنس خز (8 انواع) - الخز
          - جنس بيكانيا [الإنجليزية](نوع واحد) - بيكان

        - فُصيلة هليكتيدينيات
          - جنس غرير ابن مقرض (6 انواع) - غرير ابن مقرض

        - فُصيلة إكتونيتشيناي [الإنجليزية]
          - جنس شره جنوب أمريكي (نوعين) - الشره
          - جنس دلق مخلبي (نوعين) - فأر الخيل المخطط
          - جنس لينكودون (نوع واحد) - ابن عرس باتاغونيا
          - جنس ابن عرس مخطط (نوع واحد) - ابن عرس مخطط إفريقي
          - جنس فورميلا [الإنجليزية] (نوع واحد) - ابن عرس منتن مجزع

        - فُصيلة ثعالب الماء
          - جنس قضاعة صغيرة المخلب (نوع واحد) - قضاعة صغيرة المخلب الأفريقية
          - جنس انهيدرا [الإنجليزية] (نوع واحد) - قضاعة بحرية
          - جنس هيدريكتيس (نوع واحد) - قضاعة مرقطة العنق
          - جنس قضاعة العالم الجديد (4 انواع) - قضاعة العالم الجديد
          - جنس قضاعة (نوعين) - قضاعة أوراسية
          - جنس قضاعة عرسية (نوع واحد) - قضاعة ملساء الفراء
          - جنس جناحية الذيل (نوع واحد) - قضاعة عملاقة

        - فُصيلة غرير
          - جنس غرير الخنزير [الإنجليزية] (3 انواع) - غرير خنزيري
          - جنس غرير أوراسي (4 انواع) - غرير أوراسي

        - فُصيلة ميليفوريناي
          - جنس ظربان (نوع واحد) - غرير العسل

        - فُصيلة عرسيات نموذجية
          - جنس ابن عرس (18 نوع) - ابن عرس
          - جنس نيوجال [الإنجليزية] (4 انواع) - ابن عرس العالم الجديد

        - فُصيلة تاكسيديناي
          - جنس تاكسيديا (نوع واحد) - غرير أمريكي

      - فصيلة راتونيات - الراكون وأقاربهم
        - فُصيلة راتونيداي
          - قبيلة راتونيني
            - قُبيلة راتونينا
              - جنس راكون (3 انواع) - الراكون

            - قُبيلة ناسوينا
              - جنس قوطي [الإنجليزية] (نوعين) - القوطي
              - جنس قوطي الجبل (نوعين) - قوطي الجبل

          - قبيلة باساريسيني
            - جنس أولينغو (4 انواع) - أولينغو

          - جنس كنكاج (نوع واحد) - كنكاج
          - جنس بسارسك (نوعين) - قط حلقي الذيل

    - فرع حيوي شبيهة الزعانف [الإنجليزية]
      - فرع حيوي شبيهات الزعانف
        - فرع حيوي زعنفيات الأقدام
          - فوق فصيلة فقميات الشكل [الإنجليزية]
            - فصيلة فظيات [الإنجليزية]- فظ
              - جنس فظيات (نوع واحد) - الفظ

            - فصيلة عجل البحر - عجل البحر
              - فُصيلة فقمة الفراء - فقمة الفراء
                - جنس فقمات رأس الدب [الإنجليزية] (8 انواع) - فقمة الفراء الجنوبية
                - جنس فقمات أصلع الأنف [الإنجليزية] (نوع واحد) - فقمة الفراء الشمالي

              - فُصيلة أسد البحر - أسد البحر
                - جنس فقمة الجبهة البارزة (نوع واحد) - أسد بحر ستيلر
                - جنس نيوفوكا [الإنجليزية] (نوع واحد) - أسد البحر الأسترالي
                - جنس فوكاركتوس (نوع واحد) - أسد بحر نيوزيلندا
                - جنس زالوفوس [الإنجليزية] (نوعين) - أسود البحر الشمالي
                - جنس أوتاريا (نوع واحد) - أسد البحر الأمريكي الجنوبي

          - فوق فصيلة الفقميات
            - فصيلة الفقمات الحقيقية - الفقمات عديمة الآذان
              - فُصيلة رهبانيات [الإنجليزية]
                - قبيلة فقميات القطب الجنوبي [الإنجليزية]
                  - جنس هيدرورجا (نوع واحد) - نمر البحر
                  - جنس ليبتونيتشوتس (نوع واحد) - فقمة ويديل
                  - جنس لوبودون (نوع واحد) - فقمة آكلة السرطان
                  - جنس أوماتوفوكا (نوع واحد) - فقمة روس

                - قبيلة ميرونجيني
                  - جنس ميرونجا (نوعين) - فيل البحر

                - قبيلة فقمات الراهب [الإنجليزية]
                  - جنس فقمة الراهب المتوسطية (نوع واحد) - فقمة الراهب المتوسطية
                  - جنس فقمة الراهب الحديثة (نوعين) - فقمة راهب هاواي والبحر الكاريبي

              - فُصيلة فقميات الشمال [الإنجليزية]
                - قبيلة فقميات متوجة
                  - جنس فقمة متوجة (نوع واحد) - فقمة مقنعة

                - قبيلة ايريجناثيني
                  - جنس إريجناثوس (نوع واحد) - عجل البحر الملتحي

                - قبيلة فوسيني
                  - جنس معقوفة الانف (نوع واحد) - فقمة رمادية
                  - جنس هيستريوفوكا (نوع واحد) - فقمة مشرطة
                  - جنس باغوفيلوس (نوع واحد) - فقمة قيثارية
                  - جنس فوكا [الإنجليزية] (3 انواع) - الفقمة المرقطة وفقمة المرفأ
                  - جنس بوسا (3 انواع) - فقمة بحر قزوين والحلقية

### رتيبةسنوريات الشكل
- فصيلة ناندينيداي - زباد النخيل الإفريقي
  - جنس ناندينيا (نوع واحد) - زباد النخيل الإفريقي
- فوق فصيلة فيلويديا
  - فصيلة السنوريات - القطط
    - فُصيلة نمرية
      - جنس نمر ملطخ (نوعين) - النمور الملطخة
      - جنس بانثيرا (5 انواع) - الأسد والنمر والببر واليغور والنمر الثلجي

    - فُصيلة سنوراوات
      - جنس سنور كوجري (نوعين) - قط الخليج والسنور الذهبي الآسيوي
      - جنس سنور نمري (نوع واحد) - سنور معرق
      - جنس غنجل (نوعين) - عناق الأرض والسنور الذهبي الإفريقي
      - جنس ليبتايلوروس (نوع واحد) - القط الأنمر
      - جنس قط نمري (8 انواع) - قطط العالم الجديد الصغيرة
      - جنس الوشق (4 انواع) - الأوشاق
      - جنس بوماء (نوع واحد) - أسد الجبال
      - جنس هيربيلوروس (نوع واحد) - اليغورندي
      - جنس ثابتة المخالب (نوع واحد)- الفهد
      - جنس قط آسيوي (5 انواع) - القطط الصغيرة في جنوب آسيا
      - جنس أوتوكولوبوس (نوع واحد) - السنور المغولي
      - جنس سنور(7 انواع) - القطط الصغيرة في العالم القديم

  - فصيلة بريونودونتيداي - اللنسنغ الآسيوي
    - جنس بريونودون (نوعين) - لنسنغ
- دون رتبة فيفررويديا [الإنجليزية]
  - فصيلة الزباديات - الزباد والرباح واللنسنغ البوياني
    - فُصيلة زبادية [الإنجليزية]
      - جنس فيريكولا (نوع واحد) - زبادة ملقة
      - جنس زبادة (4 انواع) - الزباد
      - جنس زباد افريقيا [الإنجليزية] (نوع واحد) - الزباد الأفريقي

    - فُصيلة جينيتينا [الإنجليزية]
      - جنس لنسنغ بوياني (نوعين) - لنسنغ أفريقي
      - جنس الرباح (17 نوع) - رباح

    - فُصيلة هيميجاليناي [الإنجليزية]
      - جنس وشالة [الإنجليزية] (نوع واحد) - قضاعة الزباد
      - جنس كروتوجال [الإنجليزية] (نوع واحد) - زباد نخيل أوستون
      - جنس هيمجالوس [الإنجليزية] (نوع واحد) - زباد النخيل ذو النطاقات
      - جنس ديبلوجالي [الإنجليزية] (نوع واحد) - زباد نخيل هووس
      - جنس ماكروجاليديا [الإنجليزية] (نوع واحد) - زباد نخيل سولاوسي

    - فُصيلة زباديات النخيل
      - جنس زباد النخل (3 انواع) - زباد النخيل الآسيوي والذهبي
      - جنس باجوما (نوع واحد) - زباد النخيل المقنع
      - جنس أركتوجالديا [الإنجليزية] (نوع واحد) - زباد النخيل ذو الأسنان الصغيرة
      - جنس زباديات سوداء (نوع واحد) - زبادة سوداء

  - فوق فصيلة هيربستوسيد [الإنجليزية]
    - فصيلة الضبعيات - الضبع
      - فُصيلة بروتيليناي
        - جنس بروتيل [الإنجليزية] (نوع واحد) - عسبار

      - فُصيلة ضبعية
        - جنس كروكوتا (نوع واحد) - ضبع رقطاء
        - جنس ضبع (نوع واحد) - ضبع مخططة
        - جنس باراهيانا (نوع واحد) - ضبع غثراء

    - فصيلة النمسيات- النموس
      - فُصيلة مونجوتيناي
        - جنس نمس هدبي (4 انواع) - نمس قزم
        - جنس نمس ليبيري [الإنجليزية] (نوع واحد) - النمس الليبيري
        - جنس سرقاط (نوع واحد) - سرقاط
        - جنس دولوغالي (نوع واحد) - نمس بوسارغيس
        - جنس فثاجة (نوعين) - النمس القزم
        - جنس منغوس (نوعين) - نمس منطق وغامبي

      - فُصيلة هربستيني
        - جنس اتيلاكس [الإنجليزية] (نوع واحد) - نمس الهور
        - جنس زينوغالي (نوع واحد) - نمس طويل الأنف
        - جنس نمس (12 نوع) - النمس الأفريقي
        - جنس سينيكتيس (نوع واحد) - النمس الأصفر
        - جنس باراسيلوس (نوع واحد) - نمس سيلوس
        - جنس بديوجال [الإنجليزية] (4 انواع) - النمس كثيف الذيل
        - جنس إشنيوميا (نوع واحد) - نمس ذو الذيل الأبيض
        - جنس رينتشوجال (نوع واحد) - نمس ميلر
        - جنس أورفا [الإنجليزية] (9 انواع) - نمس رمادي هندي

    - فصيلة الفلنوكيات- آكلات اللحوم الملغاشية
      - فُصيلة زباد مدغشقر [الإنجليزية]
        - جنس مخفي الشرج (نوع واحد) - فوسا
        - جنس فلنوك (نوعين) - الفلنوك الشرقي والغربي
        - جنس فوسا [الإنجليزية](نوع واحد) - الزباد المدغشقري

      - فُصيلة عريسية
        - جنس جاليديا (نوع واحد) - نمس حلقي الذيل
        - جنس جاليديكتيس [الإنجليزية] (نوعين) - فونتسيرا مخططة
        - جنس مونجوسيتيس [الإنجليزية] (نوع واحد) - النمس ذو الخطوط الضيقة
        - جنس سلانوية (نوعين) - نمس بني الذيل

## مزدوجات الأصابع
مزدوجات الأصابع رتبة كبيرة من الثدييات ذات الحوافر، تشمل المجترات ذات الأصابع المتساوية والثدييات البحرية، الحيتانيات. تم العثور على أن الحيتانيات متداخلة في "مزدوجات الأصابع" وتم نقلها الآن إلى تلك الرتبة، والتي تُسمى الآن سيتارتيوداكتيلا. توجد المجترات ذات الأصابع المتساوية في جميع أنحاء العالم تقريبًا، على الرغم من عدم وجود أنواع أصلية في أستراليا أو القارة القطبية الجنوبية. تقسم إلى أربع رتيبات فرعية: ساديات الأقدام (بما في ذلك الجمليات)، والخنازير (بما في ذلك الخنزيريات والبيكارية)، وحيتانيات وفرسيات النهر (بما في ذلك البرنيقيات والدون رتبة الحيتانيات)، والمجترات، والتي تحتوي على دون رتبتين، طرغوليات (بما في ذلك طرغولية) ومجترات قرناء (بما في ذلك الأيائل المسكية والأيل والبقريات والظباء الماعزية والزرافيات). يعتمد التصنيف الأعلى المستخدم للحيوانات المجترات ذات الحوافر في هذه الرتبة بشكل أساسي على دليل ثدييات العالم، المجلد 2 حول الثدييات ذات الحوافر، بما في ذلك إنتماءات الفصائل الفرعية والقبائل في كل فصيلة. تضم الرتبة حوالي 242 نوعًا معترفًا به من المجترات ذات الحوافر، بالإضافة إلى 6 أنواع انقرضت مؤخرًا. يُستخدم تصنيف جروفز وجروبس للحيوانات المجترات ذات الحوافر كمرجع ثانوي للبقريات. تحتوي الحيتانيات على الهراكلة والحيتان المسننة (بما في ذلك حيتان العنبر والحوت القزم والحوت المنقاري والدلافين الطيارة وإنيادية والدلافين المهجورة والبونتوبوريداي وأحادية السن والدلفين المحيطي والخنازير البحرية)، والتي تشمل ما مجموعه 14 فصيلة، معظمها لها عدد قليل من الأنواع الممثلة. يتم توضيح التصنيف هنا من خلال المجلد الرابع من دليل ثدييات العالم حول الثدييات البحرية.

### رتيبةساديات الأقدام
- فصيلة الجمليات – الجمال والأقارب
  - قبيلة لاماوية
    - جنس لاما (4 انواع) - إبل العالم الجديد

  - قبيلة جملاوية
    - جنس جمل (3 انواع) - الجمال

### رتيبةخنازير
- فصيلة خنزيريات – الخنازير
  - جنس بابيروسة (4 انواع) - بابيروسة بورو
  - جنس خنزير ثؤلولي (نوعين) - خنزير ثؤلولي شائع
  - جنس هيلوكويروس (نوع واحد) - خنزير الغابات العملاق
  - جنس خنزير النهر (نوعين) - خنزير الآجام
  - جنس خنزير (9 انواع) - الخنزير المستأنس
  - جنس بوركيولا (نوع واحد) - خنزير قزم
- فصيلة بيكارية – البيكاري
  - جنس كاتاجونوس [الإنجليزية] (نوع واحد) - بيكاري تشاكواني
  - جنس تياسو (نوع واحد) - بقري أبيض الشفة
  - جنس ديكوتيلس [الإنجليزية] (نوع واحد) - بيكاري مطوق

### رتيبةحيتانيات وفرسيات النهر
- دون رتبة جوفية الاسنان [الإنجليزية]
  - فصيلة برنيقيات - فرس نهر
    - جنس فرس النهر [الإنجليزية] (نوع واحد) - فرس النهر الشائع
    - جنس شبيه الخنزير (نوع واحد) - فرس النهر القزم
- دون رتبة حيتانيات
  - رتبة ثانوية بالينية - حيتان بالينية
    - فوق فصيلة بالينويديا
      - فصيلة بالينات
        - جنس حوت حقيقي (3 انواع) - حوت حقيقي
        - جنس بالين (نوع واحد) - الحوت مقوس الرأس

      - فصيلة حوتيات وحشية
        - جنس الحوت المجعد (نوع واحد) - حوت صائب قزم

    - فوق فصيلة بالاينوبتيرويديا
      - فصيلة الحيتان الرمادية
        - جنس حوت رمادي (نوع واحد) - حوت رمادي صلب

      - فصيلة الهراكلة
        - جنس حوت أحدب (نوع واحد) - جمل البحر
        - جنس هركول (8 انواع) - الحوت الازرق

  - رتبة ثانوية الحيتان المسننة - حيتان مسنن
    - فوق فصيلة دلفينيات وأشباهها
      - فصيلة أحادية السن - كركدن البحر والحوت الأبيض
        - فُصيلة دلفينابتريناي
          - جنس حوت أبيض (نوع واحد) - حوت أبيض

        - فُصيلة احادي السن
          - جنس احادي السن (نوع واحد) - كركدن البحر

      - فصيلة الدلفينيات - الدلفينيات المحيطية
        - فُصيلة دلفيني
          - جنس دلفين (نوع واحد) - دلفين شائع
          - جنس لاجينوديلفوس (نوع واحد) - دلفين فريزر
          - جنس سوتالية (نوعين) - توكوكسي
          - جنس سوسا (4 انواع) - دلافين سنامية
          - جنس دلفين منقط (5 انواع) - دلفين أطلسي منقط
          - جنس دلفين قاروري الأنف (3 انواع) - دلفين قاروري الأنف

        - فُصيلة دلفينيات ملساء
          - جنس دلفين حوتي صائب (نوعين) - دلفين حوتي صائب شمالي وجنوبي
          - جنس دلفين رأسي الخطم (4 انواع) - دلفين كومرسون

        - فُصيلة حيتان الرأس المستديرة [الإنجليزية]
          - جنس الحوت الطيار (نوعين) - الحوت الطيار
          - جنس فيريسا (نوع واحد) - حوت قاتل قزم
          - جنس غرامبوس (نوع واحد) - دلفين ريسو
          - جنس قصيرة الزعانف (نوعين) - دلفين أسترالي قصير الزعانف
          - جنس بيبونوسيفالا (نوع واحد) - حوت بطيخي الرأس
          - جنس ستينو (نوع واحد) - دلفين قاسي الأسنان
          - جنس دخشم (نوع واحد) - الحوت القاتل الكاذب

        - فُصيلة حيتانيات قاتلة [الإنجليزية]
          - جنس حوت قاتل (نوع واحد) - الحوت القاتل

        - جنس دلفين قاروري الخطم (6 انواع) - دلفين أبيض المنقار

      - فصيلة خنازير بحرية
        - جنس عجول البحر الجديدة [الإنجليزية] (3 انواع) - خنزير البحر اللازعنفي ضيق الحواف
        - جنس فوكينويدات (نوع واحد) - دلفين دل الخنزيري
        - جنس خنزير البحر (4 انواع) - خنزير البحر

    - فوق فصيلة حيتان العنبر
      - فصيلة حيتان العنبر
        - جنس حيتان نافثة (نوع واحد) - حوت العنبر

      - فصيلة الحيتان القزمة
        - جنس كوغية (نوعين) - حوت العنبر القزمي

    - فوق فصيلة حيتان منقارية
      - فصيلة حوت منقاري
        - فُصيلة بيرارديناي
          - جنس حوت منقاري عملاق (3 انواع) - الحوت المنقاري الجنوبي

        - فُصيلة زيفينا
          - جنس زيفيوس (نوع واحد) - حوت كوفييه ذو المنقار
          - جنس تسماسيتوس (نوع واحد) - الحوت المنقاري لشييرد

        - فُصيلة هايبرودونتيا
          - جنس دحاس (نوعين) - الحيتان قارورية الأنف
          - جنس إندوباسيتوس (نوع واحد) - الحوت قنيني الخطم الاستوائي
          - جنس حيتان مركزية الأسنان (16 نوع) - الحوت المنقاري جنكي الأسنان

    - فوق فصيلة دلافين نهرية
      - فصيلة دلافين طيارة
        - جنس جبحل (نوعين) - دلفين نهر الغانج

      - فصيلة إنيادية
        - جنس إنيية (4 انواع) - دلفين الأمازون

      - فصيلة دلافين مهجورة
        - جنس لَبُوت (نوع واحد) - بايجي

      - فصيلة بونتوبوريداي [الإنجليزية]
        - جنس بونتوبوريا (نوع واحد) - دلفين لابلاتا

### رتيبةالمجترات
- دون رتبة طرغوليات
  - فصيلة الطرغولية - الأيل الفأري
    - جنس هيموسشوس (نوع واحد) - شيفروتين الماء
    - جنس شيفروتين مرقطة [الإنجليزية] (3 انواع) - شيفروتين مرقطة
    - جنس طرغول (6 انواع) - طرغول جاوي
- دون رتبة مجترات قرناء
  - فصيلة ظباء ماعزية
    - جنس أنتيلوكابرا (نوع واحد) - ظبي أمريكي

  - فصيلة زرافيات
    - جنس زرافة (9 انواع) - زرافة
    - جنس أكاب (نوع واحد) - أكاب

  - فصيلة الأيل
    - فُصيلة أيائل العالم الجديد
      - قبيلة أيائل العالم الجديد [الإنجليزية]
        - جنس أيل الماء (نوع واحد) - أيل الماء
        - جنس يحمور (نوعين) - يحمور أوروبي

      - قبيلة الموظ [الإنجليزية]
        - جنس موظ (نوع واحد) - الموظ

      - قبيلة أجوفيات السن [الإنجليزية]
        - جنس رانجيفر (نوع واحد) - رنة
        - جنس أجوف السن (3 انواع) - أيل طويل الأذنين
        - جنس أوزوتوسيروس (نوع واحد) - أيل البمبات
        - جنس الأريمية (نوع واحد) - أيل الهور
        - جنس بركت (10 انواع) - بركت أحمر
        - جنس هيبوكاميل [الإنجليزية] (نوعين) - أيل جنوب الأنديز
        - جنس بودو (نوعين) - بودو جنوبي

    - فُصيلة أيائل العالم القديم
      - قبيلة أيائل العالم القديم
        - جنس روسا (4 انواع) - أيل فلبيني مرقط
        - جنس روسيرفوس [الإنجليزية] (3 انواع) - أيل المستنقع
        - جنس أيل أسمر (نوعين) - أيل أسمر أوروبي
        - جنس أيل أرقط (نوعين) - أيل أرقط
        - جنس إلافودوس (نوع واحد) - أيل مقنزع
        - جنس إلافوروس [الإنجليزية] (نوع واحد) - أيل الأب دافيد
        - جنس أيل (5 انواع) - أيل ثورلود

      - قبيلة منتجقات
        - جنس منتجق (14 نوع) - منتجاك مشعر الجبهة

  - فصيلة أيائل مسكية
    - جنس أيل مسكي (7 انواع) - أيل أنوي المسكي

  - فصيلة بقريات - ذوات الحوافر مجوفة القرون
    - فُصيلة أبقار
      - قبيلة أبقار برية [الإنجليزية]
        - قُبيلة بسودوريجينا
          - جنس بسودوريكس (نوع واحد) - ساولا

        - قُبيلة جاموس
          - جنس جاموس آسيوي (5 انواع) - جاموس آسيوي
          - جنس سينسيروس [الإنجليزية] (نوع واحد) - جاموس إفريقي

        - قُبيلة أبقار [الإنجليزية]
          - جنس بيسون (نوعين) - البيسون الأمريكي
          - جنس بقر (8 انواع) - الماشية

      - قبيلة ظباء رباعية القرون [الإنجليزية]
        - جنس بوسيلاف [الإنجليزية] (نوع واحد) - نلجاي
        - جنس تيتراسيروس (نوع واحد) - الظبي رباعي القرون

      - قبيلة ظباء لولبية القرون [الإنجليزية]
        - جنس جهبل (8 انواع) - نيالا
        - جنس علند (نوعين) - علند شائع

    - فرع حيوي إيجودونتيا
      - فُصيلة عالية القرون
        - جنس عالية القرون [الإنجليزية] (نوع واحد) - إمبالة

      - فُصيلة عنز جديد
        - جنس غطاف (نوع واحد) - الظبي الملكي

      - فُصيلة ديكر
        - جنس سيلفيكابرا (نوع واحد) - ديكر شائع
        - جنس فيلانتومبا (3 انواع) - ديكر ماكسويل
        - جنس سيفالوفوس [الإنجليزية] (15 نوع) - ديكر بيترز

      - فُصيلة وثاب الصخور
        - جنس وثاب الصخور (نوع واحد) - وثاب الصخور

      - فُصيلة ظبائيات
        - قبيلة ظبائي [الإنجليزية]
          - جنس أمودوركاس (نوع واحد) - غزال كلارك
          - جنس نقيض الغزال [الإنجليزية] (نوع واحد) - قوفز
          - جنس ظبي [الإنجليزية] (نوع واحد) - ظبي هندي
          - جنس غزال حقيقي (5 انواع) - غزال مونغالا
          - جنس غزال (10 انواع) - أعفر
          - جنس ليتوكرانيوس (نوع واحد) - جرنوق
          - جنس ننغر (3 انواع) - أدرع
          - جنس بروكابرا [الإنجليزية] (3 انواع) - غزال منغولي

        - قبيلة سيغاني [الإنجليزية]
          - جنس سيغا (نوع واحد) - ظبي السيغة

        - قبيلة العنز الجديد [الإنجليزية]
          - جنس دوركاتراجوس (نوع واحد) - ظبي البيرا
          - جنس مادوكا (4 انواع) - دقدق غونثر
          - جنس غطاف (نوع واحد) - الظبي الملكي
          - جنس أوربيا (نوع واحد) - أوريبي
          - جنس شدان (3 انواع) - شدان كيب

      - فُصيلة ظباء الماء [الإنجليزية]
        - جنس ظبي القصب (3 انواع) - وعل القصب الجنوبي
        - جنس تيل (6 انواع) - ظبي الماء
        - جنس بيليا (نوع واحد) - ريبك رمادي

      - فُصيلة وعليات
        - قبيلة وعليات
          - جنس ماعز الرمال (نوع واحد) - ضأن بربري
          - جنس ماعز عربي (نوع واحد) - طهر عربي
          - جنس بقر غزالي (نوع واحد) - طاكن
          - جنس وعل (10 انواع) - طور غرب القوقاز
          - جنس جهرل (نوع واحد) - طهر الهملايا
          - جنس ماعز التلال الزرقاء (نوع واحد) - طهر نلغيري
          - جنس ضأن خام (نوع واحد) - معز الجبال الصخرية
          - جنس ضأن (7 انواع) - الخروف
          - جنس ضأن أزرق (نوع واحد) - ضأن أزرق
          - جنس فادر (نوعين) - شمواة

        - قبيلة غنم بقري
          - جنس سيرو (4 انواع) - سيرو ياباني
          - جنس غورال (4 انواع) - غورال الهملايا
          - جنس ثور المسك (نوع واحد) - ثور المسك

        - قبيلة بانثولوبيني
          - جنس بانثولوب (نوع واحد) - الظباء التبتية

      - فُصيلة ثيتلاوات
        - جنس ألسيلافوس (نوع واحد) - ثيتل
        - جنس نو (نوعين) - نو أسود
        - جنس حذلوم (4 انواع) - ثيتل هجين
        - جنس بياتراجوس [الإنجليزية] (نوع واحد) - هيرولا

      - فُصيلة ظباء شبيهة الخيل
        - جنس علهب (3 انواع) - ظبي أسمر
        - جنس مهاة أبو عدس (نوع واحد) - مهاة أبو عدس
        - جنس مهاة (4 انواع) - مهاة عربية

## الخفاشيات
رتبة الخفاشيات تضم الوطاويط وهي ثاني أكبر رتبة من الثدييات، حيث تضم حوالي 1240 نوعًا من الوطاويط، وهو ما يمثل حوالي 20٪ من جميع أنواع الثدييات.

### رتيبةيانغوتشيروبتيرا[الإنجليزية]
- فصيلة رماسيات - الخفافيش ذات الأجنحة الكيسية
  - جنس بالانتيوبتركس [الإنجليزية] (3 انواع) - الخفاش ذو الأجنحة الكيسية الرمادية
  - جنس خفاش الأنف الطويل [الإنجليزية] (نوعين) - الخفاش الأشعث
  - جنس خفافيش غمد الذيل [الإنجليزية] (4 انواع) - الخفاش غمد الذيل الأفريقي
  - جنس كورمورا [الإنجليزية] (نوع واحد) - الخفاش الكستنائي المجنح
  - جنس سييتاروبس [الإنجليزية] (نوع واحد) - الخفافيش قصيرة الاذن
  - جنس دماس (4 انواع) - خفافيش الأشباح
  - جنس رماس (8 انواع) - رماس آسيوي صغير
  - جنس موسيا [الإنجليزية] (نوع واحد) - الخفافيش داكنة الذيل
  - جنس بارابلبالونورا [الإنجليزية] (نوعين) - الخفاش الغربي غمد الذيل
  - جنس بيروبتركس [الإنجليزية] (5 انواع) - الخفافيش شبيهة الكلاب
  - جنس رينكونيكتيريس [الإنجليزية] (نوع واحد) - خفاش خرطومي
  - جنس ساكولايموس [الإنجليزية] (4 انواع) - الخفاش ذو البطن الصفراء
  - جنس غضوف (5 انواع) - خفاش كيسي الأجنحة الكبير
  - جنس خفافيش القبور [الإنجليزية] (14 نوع) - خفاش هيلديغارد
- فصيلة خفافيش رمادية
  - جنس أمورفوتشيلوس [الإنجليزية] (نوع واحد) - خفاش مدخن
  - جنس فوريبتيروس [الإنجليزية] (نوع واحد) - خفاش بلا إبهام
- فصيلة الزنباعيات
  - جنس زنباع (42 نوع ) - الخفافيش منحنية الأجنحة أو طويلة الأجنحة
- فصيلة هيعريات - خفافيش حرة الذيل
  - فُصيلة هيعرية
    - جنس خفافيش حرة الذيل الاسترالية [الإنجليزية] (نوعين) - الخفافيش حرة الذيل ذات الخطوط البيضاء
    - جنس خفافيش الدرواس [الإنجليزية] (37 نوع) - خفاش الدرواس الفيجي
    - جنس شايرفون
    - جنس تشيروميليس [الإنجليزية] (نوعين) - الخفاش الأصلع
    - جنس سينوموبس [الإنجليزية] (10 انواع) - خفافيش وجه الكلب
    - جنس الخفافيش ذات القلنسوة [الإنجليزية] (17 نوع) - الخفافيش ذات القلنسوة السوداء
    - جنس مورموبتيروس [الإنجليزية] (7 انواع) - خفاش ناتال حرة الذيل
    - جنس خفافيش كاذبة [الإنجليزية] (نوعين) - خفاش وجه الكلب القزم
    - جنس هيعرة (10 انواع) - خفاش الدرواس الأزتيكي
    - جنس خفافيش حرة الذيل الأفريقية [الإنجليزية] (نوعين) - خفاش بيني حرة الذيل
    - جنس نيوبلاتيموبس [الإنجليزية] (نوع واحد) - خفاش ماتو غروسو وجه الكلب
    - جنس نيكتينوموبس [الإنجليزية] (4 انواع) - الخفاش حر الذيل ذو الجيوب
    - جنس خفاش أذن الكلب (8 انواع) - خفاش الدرواس الجاوي
    - جنس بلاتيموبس [الإنجليزية] (نوع واحد) - خفاش بيتر مسطح الرأس
    - جنس بروموبس [الإنجليزية] (3 انواع) - خفاش الدرواس البني
    - جنس سوروميس [الإنجليزية] (نوع واحد) - خفاش روبرت مسطح الرأس
    - جنس تاداريدا [الإنجليزية] (8 انواع) - خفاش حر الذيل المصري

  - فُصيلة توموبيتيناي
    - جنس توموبياس [الإنجليزية] (نوع واحد) - الخفاش حاد الأذن
- فصيلة خفافيش ذو وجه الشبح
  - جنس خفاش وجه الشبح [الإنجليزية] (نوعين) - خفاش وجه الشبح
  - جنس بترونوتوس [الإنجليزية] (8 انواع) - الخفاش الكبير عاري الظهر
- فصيلة خفافيش نيوزيلندا قصيرة الذيل
  - جنس خفاش نيوزيلندا قصير الذيل [الإنجليزية] (نوعين) - خفاش نيوزيلندا الأصغر قصير الذيل
- فصيلة خفاش الماص
  - جنس خفاش الماص (نوعين) - خفاش مدغشقر الماص
- فصيلة خفاش الأذن القمعية
  - جنس تشيلوناتالوس [الإنجليزية] (3 انواع) - الخفاش الكوبي قمعي الأذنين
  - جنس ناتالوس [الإنجليزية] (8 انواع) - الخفاش المكسيكي ذو الأذنين القمعية
  - جنس نيكتيلوس [الإنجليزية] (نوع واحد) - خفاش جيرفيه ذو الأذنين القمعية
- فصيلة خفافيش البولدوج
  - جنس خفاش البولدوج (نوعين) - خفافيش البولدوج الكبير والصغير
- فصيلة وحرة
  - جنس وحرة (16 انواع) - الخفاش المصري مشقوق الوجه
- فصيلة ورقيات
  - فُصيلة براتشيفيليني
    - جنس خفافيش كاريبية آكلة الفاكهة [الإنجليزية] (نوعين) - الخفافيش الكوبية آكلة الفاكهة

  - فُصيلة كاروليناي [الإنجليزية]
    - جنس خفافيش ذات الأنف الورقي قصيرة الذيل [الإنجليزية] (8 انواع) - خفاش حريري قصير الذيل
    - جنس رينوفيلا [الإنجليزية] (3 انواع) - خفاش الفاكهة الصغير المشعر

  - فُصيلة خفاش مصاص الدماء
    - جنس علوق (نوع واحد) - الخفاش مصاص الدماء الشائع
    - جنس دياموس [الإنجليزية] (نوع واحد) - الخفاش مصاص الدماء أبيض الجناح
    - جنس ديفيلا [الإنجليزية] (نوع واحد) - الخفاش مصاص الدماء ذو الأرجل المشعرة

  - فُصيلة جلوسوفيجيس [الإنجليزية]
    - قبيلة جلوسوفاجيني
      - جنس خفافيش عديمة الذيل [الإنجليزية] (11 نوع) - الخفافيش الاستوائية عديمة الذيل
      - جنس خفاش طويل الذيل [الإنجليزية] (3 انواع) - الخفاش الكبير طويلة الذيل
      - جنس تشورونيكتيريس [الإنجليزية] (نوع واحد) - الخفاش المكسيكي طويل اللسان
      - جنس خفاش درياد [الإنجليزية] (نوع واحد) - خفاش درياد إسبيريتو سانتو
      - جنس مصاص (9 انواع) - خفاش رمادي طويل اللسان
      - جنس هيلونيكتريس [الإنجليزية] (نوع واحد) - خفاش أندروود طويل اللسان
      - جنس خفاش سوسير ذو الأنف الطويل [الإنجليزية] (3 انواع) - الخفافيش الجنوبية ذات الأنف الطويل
      - جنس خفاش صغير طويل اللسان [الإنجليزية] (نوعين) - خفاش داكن اللون طويل اللسان
      - جنس خفاش جزر الأنتيل طويل اللسان [الإنجليزية] (نوعين) - خفاش جزر الانتيل المعزول
      - جنس موسونيكتريس [الإنجليزية] (نوع واحد) - خفاش الموز
      - جنس سكليرونيكترس [الإنجليزية] (نوع واحد) - إيجا خفاش طويل اللسان

    - قبيلة لونشوفيليني
      - جنس ليونيكتيريس [الإنجليزية] (نوع واحد) - خفاش كستنائي طويل اللسان
      - جنس لونشوفيلا [الإنجليزية] (12 نوع) - خفاش شوكوان طويل اللسان
      - جنس بلاتالينا [الإنجليزية] (نوع واحد) - الخفاش ذو الخطم الطويل
      - جنس زيرونيكتيريس [الإنجليزية] (نوع واحد) - خفاش فييرا طويل اللسان

  - فُصيلة فيلونيكتيريناي
    - جنس ايروفيلا [الإنجليزية] (نوعين) - خفاش الزهرة البني
    - جنس فيلونيكتريس [الإنجليزية] (نوعين) - خفاش الزهور الجامايكي

  - فُصيلة خفاشاوات ورقية الأنف
    - قبيلة ميكرونيكتيريني
      - جنس خفاش نحات (3 انواع) - خفاش ديفيز كبير الأذن
      - جنس لامبرونيكتيريس (نوع واحد) - خفاش كبير الأذن أصفر الحنجرة
      - جنس ذو الأذن الطويلة (نوعين) - خفاش كاليفورنيا ذو الأنف الورقي
      - جنس خفاش صغري (11 نوع) - خفاش بروسيه كبير الأذنين
      - جنس نيونيكتريس (نوع واحد) - خفاش كبير الأذن الأصغر
      - جنس ترينيكتيريس (نوع واحد) - خفاش نكيفور كبير الأذن

    - قبيلة فامبيريني
      - جنس خفاش أصوف (نوع واحد) - خفاش أصوف كبير الأذن
      - جنس ذو الفغرة القنزعية (7 انواع) - خفاش قزم مستدير الأذنين
      - جنس خفاش مدور الأذن (نوعين) - خفاش مدور الأذن الكبير
      - جنس تراشوبس [الإنجليزية] (نوع واحد) - خفاش ذو الشفاه المهدبة
      - جنس فامبيروم (نوع واحد) - خفاش طيفي

    - قبيلة لونكورهينيني
      - جنس ذو الأنف السيفي (6 انواع) - خفاش تومز ذو الأنف السيفي
      - جنس ماكروفيلوم (نوع واحد) - خفاش طويل الساقين
      - جنس خفاش ميمون (جنس) [الإنجليزية] (4 انواع) - الخفاش الذهبي

    - قبيلة فيلوستوماتيني
      - جنس خفاش شاحب الوجه (نوع واحد) - خفاش شاحب الوجه
      - جنس خفاش ذات الأنف الرمح [الإنجليزية] (4 انواع) - خفاش ذو أنف رمح شاحب

  - فُصيلة ستينوديرماتينا [الإنجليزية]
    - جنس أميتريدا [الإنجليزية] (نوع واحد) - خفاش صغير ذو أكتاف بيضاء
    - جنس أردوبس [الإنجليزية] (نوع واحد) - خفاش الشجرة
    - جنس أريتيوس [الإنجليزية] (نوع واحد) - خفاش جامايكا آكل التين
    - جنس خفافيش الفاكهة الاستوائية الجديدة [الإنجليزية] (12 نوع) - الخفافيش الإكوادورية آكلة الفاكهة
    - جنس سنتوريو [الإنجليزية] (نوع واحد) - خفاش ذو وجه متجعد
    - جنس خفافيش كبيرة العينين [الإنجليزية] (8 انواع) - الخفاش كبير العينين البرازيلي
    - جنس إكتوفيلا (نوع واحد) - خفاش هندوراس الأبيض
    - جنس إنكيستينس [الإنجليزية] (نوع واحد) - خفاش مخملي آكل للفواكه
    - جنس الميزوفيلا [الإنجليزية] (نوع واحد) - خفاش ماكونيل
    - جنس فيلوبس [الإنجليزية] (نوع واحد) - الخفافيش الكوبية آكلة التين
    - جنس بلاتيرهينوس [الإنجليزية] (21 نوع) - الخفافيش ذات الأنف العريض
    - جنس بيجودرما [الإنجليزية] (نوع واحد) - خفاش ايبانيما
    - جنس سبايرونيكتيريس [الإنجليزية] (نوع واحد) - خفاش ظاهر
    - جنس ستينوديرما [الإنجليزية] (نوع واحد) - خفاش الفاكهة الأحمر
    - جنس خفافيش ذات الكتف الأصفر [الإنجليزية] (23 نوع) - خفاش الملاك ذو الكتفين الصفراء
    - جنس خفاش صانع الخيام [الإنجليزية] (3 انواع) - خفاش صانع الخيام البني
    - جنس خفاش أصفر الأذن [الإنجليزية] (6 انواع) - الخفاش الجنوبي الصغير أصفر الأذن
    - جنس خفاش مصاص الدماء الصغير [الإنجليزية] (3 انواع) - خفاش بروك أصفر الأذن
    - جنس خفاش مصاص الدماء الأصغر [الإنجليزية] (نوعين) - خفاش كبير ذو وجه مخطط
- فصيلة خفافيش الأجنحة القرصية
  - جنس خفافيش الأجنحة القرصية (5 انواع) - خفاش دي فيفو ذو الأجنحة القرصية
- فصيلة خفافيش الغدة الجناحية
  - جنس خفاش الغدة الجناحية [الإنجليزية] (نوعين) - خفاش ليسور المشعر
- فصيلة خفافيش الليل
  - فُصيلة كيريفوليناي [الإنجليزية]
    - جنس خفافيش مطلية [الإنجليزية] (28 نوع) - الخفاش الصوفي التنزاني
    - جنس خفافيش ذات أذني البوق [الإنجليزية] (4 انواع) - خفاش ذو أسنان أخدود

  - فُصيلة خفافيش ذات الأنف الأنبوبي [الإنجليزية]
    - جنس هاربيوسيفالوس [الإنجليزية] (نوع واحد) - خفاش ذات الأجنحة قليلة الشعر
    - جنس هاربيولا [الإنجليزية] (نوعين) - الخفاش الذهبي ذو الأنف الأنبوبي من فرموزان
    - جنس مورينا [الإنجليزية] (39 نوع) - الخفافيش آكلة الحشرات ذات الأنف الأنبوبي

  - فُصيلة ميوتيناي [الإنجليزية]
    - جنس خفاش ذو أذنين الفأر [الإنجليزية] (نوع واحد) - الخفاش ذو أذنين الفأر
    - جنس أوديسكوبوس [الإنجليزية] (نوع واحد) - الخفافيش ذات القدم القرصية
    - جنس خفاش عريض الكمامة [الإنجليزية] (3 انواع) - خفاش الهيمالايا عريض الكمامة

  - فُصيلة فيسبيرتيليونيداي [الإنجليزية]
    - قبيلة أنتروزويني [الإنجليزية]
      - جنس انتروزي (نوع واحد) - خفاش شاحب
      - جنس باويروس [الإنجليزية] (نوع واحد) - خفاش فان جيلدر
      - جنس روجيسا [الإنجليزية] (12 نوع) - الخفاش الاصفر

    - قبيلة إبتيسيسيني [الإنجليزية]
      - جنس أرييلولوس [الإنجليزية] (3 انواع) - العفريت البرونزي
      - جنس خفاش المنزل [الإنجليزية] (29 نوع) - خفافيش السيروتين
      - جنس جلوكونيكتيريس [الإنجليزية] (13 نوع) - خفافيش الفراشة
      - جنس خفاش السيروتين الكاذب [الإنجليزية] (5 انواع) - خفاش بلانفورد
      - جنس خفاش آذان الشراع [الإنجليزية] (11 نوع) - خفاش بُني غريب كبير الأذنين
      - جنس خفاش ايا [الإنجليزية] (نوع واحد) - خفاش المساء العظيم
      - جنس لاسونيكتيريس [الإنجليزية] (نوع واحد) - خفاش ذو الشعر الفضي
      - جنس سكوتيناكس [الإنجليزية] (نوع واحد) - خفاش ذو أنف عريض كبير
      - جنس سكوتومانيس [الإنجليزية] (نوع واحد) - خفاش هارلكوين
      - جنس سكوتوريبينس [الإنجليزية] (4 انواع) - الخفافيش الداخلية عريضة الأنف
      - جنس ثاينيكتيريس [الإنجليزية] (نوعين) - خفاش ذو طوق

    - قبيلة لاسيويريني [الإنجليزية]
      - جنس خفاش الأشيب [الإنجليزية] (4 انواع) - الخفافيش الشائبة
      - جنس داسيبتيروس [الإنجليزية] (4 انواع) - الخفافيش الصفراء
      - جنس ذو الذيل المشعر (20 نوع) - الخفاش الأحمر الكبير

    - قبيلة نيكتيشيني
      - جنس نيكتيسيوس [الإنجليزية] (3 انواع) - خفافيش المساء

    - قبيلة بيريميوتيني [الإنجليزية]
      - جنس باراستريلوس [الإنجليزية] (نوع واحد) - خفاش الوادي
      - جنس بيريميوتيس (نوع واحد) - خفاش ثلاثي اللون

    - قبيلة بيبيستريليني [الإنجليزية]
      - جنس خفاش ذات الإبهام السميك [الإنجليزية] (4 انواع) - خفاش ذو إبهام سميك داكن اللون
      - جنس خفاش ليلي [الإنجليزية] (8 انواع) - خفاش طائر الليل
      - جنس بيبستريلس [الإنجليزية] (35 نوع) - بيبيستريل ياباني
      - جنس خفاش البيت الصغير [الإنجليزية] (5 انواع) - خفاش صغير ذو بطن أبيض
      - جنس سكوتوزوس [الإنجليزية] (نوع واحد) - خفاش دورمر
      - جنس فانسونيا [الإنجليزية] (نوع واحد) - خفاش روبل

    - قبيلة خفافيش ذات الأذن الكبيرة [الإنجليزية]
      - جنس سحاة (6 انواع) - سحاة كسول
      - جنس خفاش ذات الأنف المقطوع الأمريكي [الإنجليزية] (3 انواع) - الخفاش المكسيكي ذو الأذن الكبيرة
      - جنس يوديرما [الإنجليزية] (نوع واحد) - الخفاش المرقط
      - جنس إيديونكتريس [الإنجليزية] (نوع واحد) - خفاش ألين ذو الأذن الكبيرة
      - جنس خفاش أذني (نوعين) - خفاش طويل الأذنين الصحراوي
      - جنس طمروق (17 نوع) - طمروق مبذول

    - قبيلة سكوتوفيليني
      - جنس إلف الظلام (21 نوع) - الخفاش الأصفر الأصغر

    - قبيلة فيسبيرتيليونيني [الإنجليزية]
      - جنس أفرونيكتيريس [الإنجليزية] (نوعين) - سيروتين الموز
      - جنس خفاش ذو خوذة [الإنجليزية] (نوعين) - خفاش سورات ذو الخوذة
      - جنس خفاش ذو ضفيرة [الإنجليزية] (7 انواع) - خفاش كاليدونيا الجديدة ذو الضفيرة
      - جنس فالسيستريلس [الإنجليزية] (نوعين) - فالسيستريلي الشرقي
      - جنس هوائي المولد (18 نوع) - هوائي المولد الصحراوي
      - جنس خفاش أفريقي طويل الأذن [الإنجليزية] (10 انواع) - الخفاش الأنغولي ذو الأذن الطويلة
      - جنس خفاش مقلد [الإنجليزية] (نوعين) - خفاش مولوني المقلد
      - جنس ميروستريلوس [الإنجليزية] (نوع واحد) - خفاش جوفري
      - جنس خشاف (7 انواع) - خشاف اصفر
      - جنس نيكتيسينوبس [الإنجليزية] (7 انواع) - خفاش بيليير
      - جنس خفاش طويل الأذنين [الإنجليزية] (18 نوع) - الخفاش الشمالي طويل الأذن
      - جنس فاروتيس [الإنجليزية] (نوع واحد) - خفاش غينيا الجديدة ذو الأذن الكبيرة
      - جنس خفاش المساء جنوب الصحراء الكبرى [الإنجليزية] (8 انواع) - السيروتين البني الداكن
      - جنس فيليتور [الإنجليزية] (نوع واحد) - خفاش روهو
      - جنس خفاش الخيزران [الإنجليزية] (6 انواع) - خفاش الخيزران الملايوي
      - جنس خفاش الغابة [الإنجليزية] (9 انواع) - خفاش الكهف الشمالي
      - جنس خفاش متجمد [الإنجليزية] (نوعين) - خفاش متعدد الألوان

    - قبيلة أصنوفة غير محددة
      - جنس رينبتيسيكوس [الإنجليزية] (نوع واحد) - خفاش السند

### رتيبةالخفافيش العملاقة والصغيرة[الإنجليزية]
- فصيلة كراسونيكتيريداي
  - جنس خفاش طنان (7 انواع) - خفاش طنان
- فصيلة خفاشيات العالم القديم ورقية الأنف
  - جنس أنثوبس (نوع واحد) - دملوح
  - جنس خفاش ثلاثي الشعب [الإنجليزية] (4 انواع) - خفاش ثلاثي الشعب العربي
  - جنس أسليسكوس [الإنجليزية] (3 انواع) - خفاش دونغ باك الثلاثي الشعب
  - جنس ذنباب (نوعين) - ذنباب شرق آسية
  - جنس دباش (70 نوع) - خفاش ذو أنف ورقي داكن اللون
  - جنس ماكرونيكتيريس [الإنجليزية] (6 انواع) - الخفاش العملاق ذو الأوراق المستديرة
- فصيلة منطابيات
  - جنس كارديوديرما [الإنجليزية] (نوع واحد) - خفاش ذو أنف قلبي
  - جنس لافيا [الإنجليزية] (نوع واحد) - خفاش أصفر الجناح
  - جنس كبير الجلد (نوع واحد) - الخفاش الشبح
  - جنس منطاب (نوعين) - خفاش منطاب الأصغر
  - جنس يوديسكوديرما [الإنجليزية] (نوع واحد) - خفاش ثونغاري ذو الأنف القرصي
- فصيلة خفافيش الفاكهة
  - فُصيلة كلاب طائرة [الإنجليزية]
    - جنس خفاش سخامي [الإنجليزية] (نوعين) - خفاش فاكهة بورنيو
    - جنس أليونيكتريس [الإنجليزية] (نوع واحد) - خفاش الفاكهة القزم مينداناو
    - جنس باليونكتريس [الإنجليزية] (نوعين) - خفاش الفاكهة ذو الأجنحة المرقطة
    - جنس كيروناكس [الإنجليزية] (نوع واحد) - خفاش الفاكهة ذو القبعة السوداء
    - جنس سقطوم (7 انواع) - خفاش الفاكهة ذو الأنف القصير الأصغر
    - جنس خفاش الفاكهة داياك [الإنجليزية] (3 انواع) - خفاش الفاكهة دياك بروكس
    - جنس هابلونيكتيريس [الإنجليزية] (نوع واحد) - خفاش فاكهة فيشر القزم
    - جنس لادينز [الإنجليزية] (نوع واحد) - خفاش فاكهة سليم علي
    - جنس ميجايروبس [الإنجليزية] (4 انواع) - خفاش الفاكهة عديم الذيل
    - جنس أوتوبتروبس [الإنجليزية] (نوع واحد) - خفاش الفاكهة لوزون
    - جنس بينثيتور [الإنجليزية] (نوع واحد) - خفاش الفاكهة الداكن
    - جنس خفاش الفاكهة المسكي [الإنجليزية] (نوعين) - خفاش الفاكهة المسكي الاكبر
    - جنس سفاييراس [الإنجليزية] (نوع واحد) - خفاش الفاكهة بلانفورد
    - جنس ابن آوى الطائر [الإنجليزية] (نوعين) - خفاش الفاكهة السريع

  - فُصيلة خفاشيات النخيل
    - جنس خفاش النخيل [الإنجليزية] (نوعين) - خفاش الفاكهة المدغشقري

  - فُصيلة خفاش الفاكهة الهاربي
    - جنس أبروتيلس [الإنجليزية] (نوع واحد) - خفاش الفاكهة بولمر
    - جنس بونيا [الإنجليزية] (نوع واحد) - خفاش الفاكهة مانادو
    - جنس خفاش الفاكهة عاري الظهر [الإنجليزية] (14 نوع) - خفاش الفاكهة أندرسن عاري الظهر
    - جنس خفاش الفاكهة الهاربي [الإنجليزية] (نوعين) - خفاش الفاكهة الهاربي سولاويزي

  - فُصيلة خفاشيات ليلة القمر
    - جنس خفاش ليلة القمر (17 نوع) - خفاش الفاكهة ذو الأنف الأنبوبي العريض المخطط
    - جنس خفاش الفاكهة ذو الأنف الأنبوبي [الإنجليزية] (نوعين) - خفاش الفاكهة ذو الأنف الأنبوبي الاصغر

  - فُصيلة بتروبوديناي [الإنجليزية]
    - جنس حبوش (3 انواع) - خفاش الفاكهة وودفورد
    - قبيلة بتروبوديني
      - جنس خفاش ذو الأسنان الحادة [الإنجليزية] (5 انواع) - ثعلب تالود الطائر
      - جنس خفاش ذو وجه قرد [الإنجليزية] (5 انواع) - خفاش جورجي الجديد ذو وجه قرد
      - جنس ثعلب طيار (60 نوع) - الثعلب الطيّار الأميرالي
      - جنس خفاش الفاكهة ذو الوجه المخطط [الإنجليزية] (نوعين) - خفاش فاكهة ميندورو ذو الوجه المخطط

  - فُصيلة روسيتيناي [الإنجليزية]
    - قبيلة خفاش الفجر
      - جنس خفاش الفجر [الإنجليزية] (3 انواع) - خفاش الرحيق الأكبر

    - قبيلة إيبوموفوريني
      - جنس حبتر (10 انواع) - خفاش الفاكهة الأنغولي
      - جنس خفاش ذات الكتفين [الإنجليزية] (نوعين) - خفاش الفاكهة ذو الكتف فرانكيه
      - جنس هيبسيناثوس (نوع واحد) - خفاش مطرقي الرأس
      - جنس خفاش قزم ذو كتف [الإنجليزية] (نوعين) - خفاش الفاكهة ذو الكتف القزم هايمان
      - جنس نانونيكتيريس [الإنجليزية] (نوع واحد) - خفاش الفاكهة فيلدكامب القزم

    - قبيلة أصنوفة غير محددة
      - جنس بيلونيكتيريس [الإنجليزية] (نوع واحد) - خفاش الفاكهة السولاوسي

    - قبيلة ميونيكتريني
      - جنس ميغالوغلوسوس [الإنجليزية] (نوعين) - خفاش وورمان
      - جنس خفاش ذو طوق [الإنجليزية] (5 انواع) - خفاش الفاكهة الصغير ذو الطوق

    - قبيلة بليروتيني
      - جنس بليروتيس [الإنجليزية] (نوع واحد) - خفاش الفاكهة دانشيتا

    - قبيلة روسيتيني
      - جنس خفاش الفاكهة الوردية [الإنجليزية] (7 انواع) - خفاش الفاكهة المصري

    - قبيلة سكوتونيكتيريني
      - جنس خفاش قصير الحنك [الإنجليزية] (3 انواع) - خفاش الفاكهة قصير الحنك
      - جنس سكوتونيكتيريس [الإنجليزية] (نوع واحد) - خفاش الفاكهة زنكر

    - قبيلة ستينونيكتيريني
      - جنس ستينونيكتيريس [الإنجليزية] (نوع واحد) - خفاش الفاكهة ذو الشعر الطويل

  - فُصيلة أصنوفة غير محددة
    - جنس خفاش الزهر طويل الذيل [الإنجليزية] (نوعين) - خفاش الفاكهة ذو الذيل الطويل
    - جنس ميريميري [الإنجليزية] (نوع واحد) - خفاش فيجي ذو وجه القرد
    - جنس نيوبتريكس [الإنجليزية] (نوع واحد) - خفاش الفاكهة ذو الأسنان الصغيرة
    - جنس ثعلب الطائر ذو الجناح الأبيض [الإنجليزية] (نوعين) - ثعلب طائر ذو أجنحة بيضاء

  - فُصيلة ماكروغلوسوسيناي [الإنجليزية]
    - جنس لثاثة (نوعين) - خفاش الرحيق طويل اللسان
    - جنس خفاش الزهر [الإنجليزية] (3 انواع) - خفاش زهرة الغابة الطحلبية
- فصيلة خفاش حدوة الفرس
  - جنس رينولوفوس (نوع واحد) - خفاش حدوة الفرس
- فصيلة خفاش ذيل الفأر
  - جنس خفاش ذيل الفأر (6 انواع) - خفاش ذيل الفأر المصري
- فصيلة رينونيكتريداي [الإنجليزية]
  - جنس كليوتيس [الإنجليزية] (نوع واحد) - خفاش بيرسيفال ذو الرمح الثلاثي
  - جنس خفاش الرمح الثلاثي [الإنجليزية] (3 انواع) - خفاش جرانديدييه ذو الرمح الثلاثي
  - جنس رينونيكتيريس [الإنجليزية] (نوع واحد) - الخفاش ذو الأنف الورقي البرتقالي
  - جنس حناطل (4 انواع) - خفاش الرمح الأفريقي

## الحزاميات
- فصيلة مدرعات متدثرة وأشباهها - المدرعات، المدرعات العملاقة، والمزيد
  - فُصيلة مدرعات متدثرة
    - جنس كاليبتوفراكتوس (نوع واحد) - مدرع منقب مدملك
    - جنس كلاميفورس (نوع واحد) - مدرع أقطع

  - فُصيلة مدرعات حقيقية
    - جنس مدرع مشعر (3 انواع) - مدرع مشعر كبير
    - جنس يوفراكتوس (نوع واحد) - مدرع سداسي الأحزمة
    - جنس زيديوس (نوع واحد) - مدرع بيشي

  - فُصيلة مدرعات ثلاثية الأحزمة
    - جنس مدرع عاري الذيل (4 انواع) - مدرع عاري الذيل شمالي
    - جنس بريودونتيس (نوع واحد) - مدرع كبير
    - جنس مدرع ثلاثي الأحزمة (نوعين) - مدرع جنوبي
- فصيلة مدرع
  - جنس مدرع غليظ القدم (7 انواع) - مدرع ثماني الحزم

## دصيوريات الشكل
رتبة دصيوريات الشكل (تعني "ذو الذيل المشعر") تضم معظم الجرابيات اللاحمة الأسترالية، بما في ذلك الدصيور، والدنارت، والنمبات، وشيطان تسمانيا، والببر التسماني (الذي انقرض). يوجد 73 نوعًا حيًا في هذا الرتبة، 72 منها تنتمي إلى فصيلة دصيوريات والنمبات إلى فصيلة ميرميكوبيداي.
- فصيلة دصيوريات - تعرف أحيانًا باسم الفئران الجرابية
  - فُصيلة دصيوراوات
    - قبيلة دصيوراوية
      - جنس مولجارا [الإنجليزية] (6 انواع) - مولجارا الجنوبية
      - جنس داسيكالوتا [الإنجليزية] (نوع واحد) - كالوتا حمراء صغيرة
      - جنس داسيورويدز [الإنجليزية] (نوع واحد) - كواري
      - جنس دصيور (6 انواع) - الدصيور البرونزي
      - جنس دصيور مخطط [الإنجليزية] (4 انواع) - دصيور ثلاثي الخطوط
      - جنس نيوفاسكوجال (نوع واحد) - دصيور مبرقش طويل المخالب
      - جنس بارانتشينوس [الإنجليزية](نوع واحد) - ديبلر
      - جنس زبابة جرابية [الإنجليزية] (نوعين) - الزبابة الجرابيّة ذات البطن الحمراء
      - جنس أنتيكينوس كاذبة [الإنجليزية] (6 انواع) - حفارة الحجر الرملي
      - جنس ساركوفلس [الإنجليزية] (نوع واحد) - شيطان تسمانيا

    - قبيلة عرسات جرابية
      - جنس فئران كيسية [الإنجليزية] (15 نوع) - أنتيكينوس أسود الذيل
      - جنس ميكروموريكسيا [الإنجليزية] (نوع واحد) - هابيما داسيوري
      - جنس موريكسينوس [الإنجليزية] (نوع واحد) - دصيور ذو الذيل الأسود
      - جنس موركسيا [الإنجليزية] (5 انواع) - دصيور قصير الفراء
      - جنس باراموركسيا [الإنجليزية] (نوع واحد) - دصيور مخطط عريض
      - جنس فاسكوموريكسيا [الإنجليزية] (نوع واحد) - دصيور طويل الأنف
      - جنس عرسة جرابية (3 انواع) - عرسة جرابية كثيفة الذيل

  - فُصيلة سمينثوبسيناي [الإنجليزية]
    - قبيلة سمينثوبسيني [الإنجليزية]
      - جنس أنتيكينوميس [الإنجليزية] (نوع واحد) - جربوع جرابي
      - جنس نينجاوي [الإنجليزية] (3 انواع) - وونجاي نينجاوي
      - جنس دونارت [الإنجليزية] (19 نوع) - كاكادو دونارت

    - قبيلة بلانيجاليني
      - جنس بلانيجال [الإنجليزية] (7 انواع) - بلانيجيل طويل الذيل
- فصيلة النُّمباتيَّات
  - جنس نُّمبات (نوع واحد) - نمبات

## أدميات الأجنحة
حيوانات أدميات الأجنحة هي ثدييات شجرية قادرة على الانزلاق وتعيش في جنوب شرق آسيا. هناك نوعان فقط من الأنواع الباقية، وهما ليمور طائر سوندي وليمور فلبيني طائر، التكوين الكامل للرتبة أدميات الأجنحة.
- فصيلة أدميات الأجنحة – الليمور الطائر
  - جنس سينوسيفاس (نوع واحد) - ليمور فلبيني طائر
  - جنس جاليوبتيروس (نوع واحد) - ليمور طائر سوندي

## أبسوم
رتبة الأبسوم تتكون من فصيلة واحدة و 18 جنسًا.
- فصيلة أبسوميات
  - فُصيلة كالوروميانا [الإنجليزية]
    - جنس أبوسوم صوفي [الإنجليزية] (3 انواع) - أبوسوم دربي المشعر
    - جنس كالوروميسيوبس (نوع واحد) - أبوسوم أسود الكتف

  - فُصيلة جليرونيناي
    - جنس جليونيا (نوع واحد) - أبوسوم مدغل الذيل

  - فُصيلة هايلادلفيناي
    - جنس هيلادلفيس (نوع واحد) - أبوسوم كالنوسكي الفأر

  - فُصيلة أبوسوماوات
    - قبيلة ميتاشيريني
      - جنس ميتاكيروس (نوع واحد) - أبوسوم بني رباعي العيون

    - قبيلة ديدلفيني
      - جنس كيرونيكتس (نوع واحد) - أبوسوم الماء
      - جنس أبوسوم (6 انواع) - أبوسوم أبيض الأذن
      - جنس شبيه ثعلب الماء [الإنجليزية] (نوعين) - حيوان الأبوسوم الكبير
      - جنس أبوسوم رمادي وأسود رباعي العيون [الإنجليزية] (13 نوع) - أبوسوم أندرسون رباعي العيون

    - قبيلة مارموسيني
      - جنس مارموسا [الإنجليزية] (27 نوع) - أبوسوم فأر أحمر
      - جنس أبوسوم قصير الذيل (29 نوع) - أبوسوم سيبيا قصير الذيل
      - جنس تلاكواتزين (نوع واحد) - أبوسوم فأر رمادي

    - قبيلة ثيلاميني
      - جنس تشاكوديلفيس (نوع واحد) - أبوسوم تشاكوان القزم
      - جنس كريبتونانوس [الإنجليزية] (4 انواع) - أبوسوم أغريكولا النحيل
      - جنس جراسيلينانوس [الإنجليزية] (6 انواع) - أبوسوم أكرماركا النحيل
      - جنس ليستودلفيس (نوع واحد) - أبوسوم باتاغوني
      - جنس أبوسوم الضئيل [الإنجليزية] (17 نوع) - أبوسوم الأسقف الضئيل
      - جنس أبوسوم فأر سمين الذيل [الإنجليزية] (13 نوع) - أبوسوم فأر القزم سمين الذيل

## ثنائيات الأسنان الأمامية

### رتيبةومبتيات الشكل
- فصيلة ومبتيات
  - جنس وومبات ذو أنف مشعر [الإنجليزية] (نوعين) - وومبات جنوبي ذو أنف مشعر
  - جنس ومبت (جنس) [الإنجليزية] (نوع واحد) - ومبت شائع
- فصيلة دببة جرابية
  - جنس دب جرابي (نوع واحد) - الكوالا

### رتيبةبوسوم
- فصيلة عليا فالانجيرويديا [الإنجليزية]
  - فصيلة فلنجريات
    - جنس فلنجر دبي (نوعين) - فلنجر دبي سولاوسي
    - جنس فلنجر (13 نوع) - فلنجر جيبي
    - جنس فلنجر مرقط [الإنجليزية] (5 انواع) - فلنجر مرقط شائع
    - جنس فلنجر قزمي [الإنجليزية] (نوعين) - فلنجر قزمي سولاويزي
    - جنس أبوسوم فرشائي الذيل (5 انواع) - بوسوم قصير الأذن
    - جنس ويولدا [الإنجليزية] (نوع واحد) - بوسوم متقشر الذيل

  - فصيلة بوسوم قزم [الإنجليزية]
    - جنس بوراميس [الإنجليزية] (نوع واحد) - بوسوم قزم الجبل
    - جنس سيركارتيتوس [الإنجليزية] (4 انواع) - بوسوم قزم طويل الذيل
- فصيلة عليا بيتاورويديا [الإنجليزية]
  - فصيلة تارسيبيديداي
    - جنس تارسيبس [الإنجليزية] (نوع واحد) - بوسوم العسل

  - فصيلة بيتاوريداي [الإنجليزية]
    - جنس بوسوم مخطط [الإنجليزية] (5 انواع) - بوسوم كبير الذيل
    - جنس جمنوبيليديوس [الإنجليزية] (نوع واحد) - بوسوم ليدبيتر
    - جنس بتروس (8 انواع) - بتروس شمالي

  - فصيلة بوسوم كاذب [الإنجليزية]
    - جنس هيميبيليديوس [الإنجليزية] (نوع واحد) - بوسوم الليمورويد حلقي الذيل
    - جنس بوسوم الطائر الكبير [الإنجليزية] (3 انواع) - بوسوم الطائر الكبير الوسطي
    - جنس بوسوم ذو الذيل الحلقي [الإنجليزية] (نوعين) - بوسوم ذو الذيل الحلقي الشائع
    - جنس بوسوم ذو الذيل الحلقي الكاذب [الإنجليزية] (5 انواع) - الابوسوم الدائرى الاخضر
    - جنس بوسوم ذو الذيل الحلقي النحيف [الإنجليزية] (8 انواع) - بوسوم حلقه منخفضه

  - فصيلة أكروباتيدي [الإنجليزية]
    - جنس البهلواني (نوع واحد) - بهلوان
    - جنس ديستويشورس [الإنجليزية] (نوع واحد) - بوسوم ذو ذيل ريشي

### رتيبةكنغريات الشكل
- فصيلة كنغريات
  - جنس كنغر شجري (14 نوع) - كنغر أورسين الشجري
  - جنس دوركوبسيس [الإنجليزية] (4 انواع) - دوركوبسيس أسود
  - جنس والابي الغابة [الإنجليزية] (نوعين) - دوركوبسيس صغير
  - جنس أرنب الوالابي [الإنجليزية] (نوعين) - أرنب الوالابي ذو النظارات
  - جنس لاغوستروفوس [الإنجليزية] (نوع واحد) - أرنب الوالابي المخطط
  - جنس كنغر (نوعين) - كنغر غربي رمادي
  - جنس أوسفرانتر [الإنجليزية] (4 انواع) - كنغر أحمر
  - جنس كنغر مخطط [الإنجليزية] (7 انواع) - ولب أبيض
  - جنس ولب ذو ذيل الظفر [الإنجليزية] (نوعين) - ولب ذو الذيل الظفري الشمالي
  - جنس سيتونيكس (نوع واحد) - كوكا
  - جنس باديميلون (7 انواع) - باديميلون داكن
  - جنس والابيا (نوع واحد) - ولب المستنقعات
- فصيلة بوطورات
  - جنس ايبيبريمنوس [الإنجليزية] (نوع واحد) - كنغر الجرذ الأحمر
  - جنس بطونق (4 انواع) - بطونق تسمانيا
  - جنس بوطور (3 انواع) - بوطور طويل القدمين
- فصيلة كناغر جرذية مسكية
  - جنس كنغر جرذي (نوع واحد) - كنغر جرذي مسكي

## شفويات الأعور
- فصيلة قنفذيات
  - جنس قنفذ إفريقي (4 انواع) - قنفذ قزم أفريقي
  - جنس إكينوسوركس (نوع واحد) - جرذ القمر
  - جنس قنفذ بري (4 انواع) - قنفذ آمور
  - جنس قنفذ نصفي (نوعين) - قنفذ طويل الأذن
  - جنس هيلوميس [الإنجليزية] (7 انواع) - قنفذ مشعرة بورنيو قصير الذيل
  - جنس قنفذ متوسط (5 انواع) - قنفذ دوري
  - جنس نيوهيلوميس [الإنجليزية] (نوع واحد) - قنفذ مشعرة هاينان
  - جنس نيوتيتراكوس [الإنجليزية] (نوع واحد) - القنفذ الزبابة
  - جنس قنفذ جنيبي (4 انواع) - قنفذ حبشي
  - جنس بودوجيمنورا [الإنجليزية] (4 انواع) - قنفذ ديناجات
- فصيلة زبابيات
  - جنس زبابة الخلد الآسيوية [الإنجليزية] (4 انواع) - زبابة الخلد الآسامية
  - جنس زبابة قصيرة الذيل [الإنجليزية] (5 انواع) - الزبابة الشمالية قصيرة الذيل
  - جنس بلارينيلا [الإنجليزية] (نوعين) - الزبابة الآسيوية قصيرة الذيل
  - جنس زبابة المياه الآسيوية [الإنجليزية] (6 انواع) - زبابة المياه اليابانية
  - جنس تشودسيجوا [الإنجليزية] (9 انواع) - زبابة فان سونج
  - جنس زبابة الكونغو [الإنجليزية] (3 انواع) - زبابة الكونغو فيليبس
  - جنس قرضامة (180 نوع) - زبابة سانيتي
  - جنس زبابة صغيرة الأذنين [الإنجليزية] (36 نوع) - الزبابة صغيرة الأذنين المكسيكية
  - جنس دبلومسودون [الإنجليزية] (نوع واحد) - الزبابة المرقطة
  - جنس زبابة ذات الأسنان البنية [الإنجليزية] (4 انواع) - زبابة تايوانية بنية اللون
  - جنس فيروكولوس [الإنجليزية] (نوع واحد) - زبابة كيلارت طويلة المخالب
  - جنس ميجاسوركس [الإنجليزية] (نوع واحد) - زبابة مكسيكية
  - جنس فأر الزبابة [الإنجليزية] (19 نوع) - زبابة الفأر الجبلي
  - جنس نكتوجال [الإنجليزية] (نوع واحد) - زبابة الماء الأنيقة
  - جنس نيوميس [الإنجليزية] (4 انواع) - زبابة الماء الأوراسي
  - جنس نوتيوسوريكس [الإنجليزية] (5 انواع) - زبابة رمادية كبيرة الأذن
  - جنس زبابة كبيرة الرأس [الإنجليزية] (3 انواع) - زبابة جراوير كبيرة الراس
  - جنس روينزوريسوركس [الإنجليزية] (نوع واحد) - زبابة روينزوري
  - جنس سكوتيسوركس [الإنجليزية] (نوعين) - زبابة البطل
  - جنس سوليسوركس [الإنجليزية] (نوع واحد) - زبابة بيرسون طويلة المخالب
  - جنس زبابة (142 نوع) - زبابة كشميرية قزمة
  - جنس سوريكولوس [الإنجليزية] (نوع واحد) - زبينة
  - جنس سنكوس [الإنجليزية] (19 نوع) - زبابة التايتا
  - جنس زبابة الخلد الأفريقي [الإنجليزية] (3 انواع) - فأر الخلد أبيردير
  - جنس زبابات الغابة [الإنجليزية] (15 نوع) - زبابة الغابة الكاميرونية
- فصيلة طوبينيات
  - جنس لقمي الذيل (نوع واحد) - طوبين نجمي الخطم
  - جنس دسمانا [الإنجليزية] (نوع واحد) - دسمان روسي
  - جنس ديميكودون [الإنجليزية] (نوع واحد) - خلد الزبابة الحقيقي
  - جنس طوبين جنوب شرق آسيا (10 انواع) - طوبين الهملايا
  - جنس جاليميس [الإنجليزية] (نوع واحد) - دسمان البرانس
  - جنس طوبين شرق آسيا (9 انواع) - طوبين ياباني صغير
  - جنس نيوروتريشوس [الإنجليزية] (نوع واحد) - الخلد الأمريكي
  - جنس باراسكالوب [الإنجليزية] (نوع واحد) - خلد مشعر الذيل
  - جنس خلد أبيض الذيل [الإنجليزية] (نوع واحد) - خلد أبيض الذيل
  - جنس سكالوبس (نوع واحد) - طوبين شرقي
  - جنس سكابانولوس [الإنجليزية] (نوع واحد) - خلد غانسو
  - جنس سكابانوس [الإنجليزية] (5 انواع) - الخلد المكسيكي
  - جنس سكابتوشيروس [الإنجليزية] (نوع واحد) - خلد قصير الوجه
  - جنس سكابتونيكس (نوع واحد) - طوبين طويل الذيل
  - جنس طوبين (14 نوع) - طوبين سيبيري
  - جنس طوبين زبابي (10 انواع) - طوبين زبابي لأندرسون
  - جنس أوروتريشوس [الإنجليزية] (نوع واحد) - الخلد الزبابة الياباني
- فصيلة مشقوقات الأسنان
  - جنس أتوبوجالي [الإنجليزية] (نوع واحد) - سولينودون كوبي
  - جنس مشقوق السن (نوعين) - مشقوق الأسنان الهسبنيولي

## الوبريات
- فصيلة وبريات
  - جنس وبر شجري (4 انواع) - وبر جنوبي
  - جنس هيتيروهيركس (نوع واحد) - وبر منقط أصفر
  - جنس وبر (نوع واحد) - وبر صخري

## أرنبيات الشكل
- فصيلة أرنبيات
  - جنس براكيلاغوس [الإنجليزية] (نوع واحد) - أرنب قزم
  - جنس بونولاغوس (نوع واحد) - أرنب نهري
  - جنس كابرولاجوس (نوع واحد) - أرنب شائك
  - جنس قواع (34 نوع) - أرنبوس ظبائي
  - جنس أرانب مخططة (نوعين) - الأرنب السومطري المخطط
  - جنس أرنب حفر [الإنجليزية] (نوع واحد) - أرنب أوروبي
  - جنس الخماسي (نوع واحد) - أرنب أمامي
  - جنس بويلجوس (نوع واحد) - أرنب إفريقيا الوسطى
  - جنس قواعات الصخر الأحمر (4 انواع) - قواع الصخر الأحمر الناتالي
  - جنس روميرولاغوس (نوع واحد) - أرنب بركاني
  - جنس أرانب قطنية الذيل (27 نوع) - أرنب المستنقع
- فصيلة البيكا
  - جنس بيكا (34 نوع) - بيكا الشمالية
  - جنس برولاجوس [الإنجليزية] (نوع واحد)† - بيكا سردينيا

## زبابيات الفيل
- فصيلة زبابات الفيل
  - جنس زبابة الفيل طويلة الأذن (8 انواع) - زبابة الفيل الأوغندية
  - جنس جاليجيسكا [الإنجليزية] (نوعين) - زبابة الفيل الصومالية
  - جنس حداد (3 انواع) - زبابة فيل ناميب مستديرة الأذن
  - جنس بيترودروموس (نوع واحد) - زبابة الفيل ذات أربعة أصابع
  - جنس بتروسالتاتور (نوع واحد) - زبابة الفيل شمال إفريقية
  - جنس زبابة الفيل المنقارية (5 انواع) - زبابة الفيل صفراء الردف

## أبوسوميات صغيرة
- فصيلة أبوسومات صغيرة
  - جنس دروميسيوبس (نوع واحد) - قرد الجبل

## وحيدات المسلك
- فصيلة بطية المنقار
  - جنس أورنيثورينخوس (نوع واحد) - خلد الماء
- فصيلة نضناض
  - جنس تاكيجلوسوس (نوع واحد) - نضناض قصير المنقار
  - جنس نضناض طويل المنقار (3 انواع) - نضناض طويل المنقار الغربي

## طوبينيات جرابية وأشباهها
- فصيلة طوبينيات جرابية
  - جنس طوبين جرابي (نوعين) - طوبين جرابي جنوبي

## المتزبزبات
- فصيلة أبوسوم زبابي
  - جنس أبوسوم الزبابة الشائعة [الإنجليزية] (5 انواع) - أبوسوم الزبابة ذو بطن رمادي
  - جنس لستوروس [الإنجليزية] (نوع واحد) - أبوسوم زبابة الإنكا
  - جنس راينكوليستيس [الإنجليزية] (نوع واحد) - أبوسوم الزبابة طويل الأنف

## بندقوطيات الشكل
- فصيلة بندقوطيات
  - فُصيلة إكيميبيريناي
    - جنس البندقوط الشائك الغيني الجديد [الإنجليزية] (5 انواع) - بندقوط كلارا
    - جنس فأر البندقوط الغيني الجديد [الإنجليزية] (5 انواع) - أرفاك بندقوط القزم
    - جنس رينشوميلس [الإنجليزية] (نوع واحد) - سيرام بندقوط

  - فُصيلة بيراميليناي
    - جنس بندقوط قصير الأنف [الإنجليزية] (3 انواع) - البندقوط الذهبي
    - جنس زيزب (4 انواع) - البندقوط الغربي المخطط

  - فُصيلة بيروريكتيناي
    - جنس بيرويكتس [الإنجليزية] (نوع واحد) - بندقوط غينيا الجديدة طويل الأنف
- فصيلة ثيلاكويميداي
  - جنس بيلبي (نوع واحد) - بيلبي كبير

## مفردات الأصابع

### رتيبةهيبومورفا
- فصيلة خيليات
  - جنس خيل (7 انواع) - الحصان، الحمار والحمار الوحشي

### رتيبةسيراتومورفا
- فصيلة كركدنيات
  - قبيلة ديسيروتيني
    - جنس سيراتوثيريوم [الإنجليزية] (نوع واحد) - كركدن أبيض
    - جنس دايسيرورينوس [الإنجليزية] (نوع واحد) - كركدن سومطري
    - جنس ديسيروس [الإنجليزية] (نوع واحد) - كركدن أسود

  - قبيلة كركدناوية
    - جنس وحيد القرن (نوعين) - وحيد القرن الهندي
- فصيلة تابيريات
  - جنس تابير (4 انواع) - تابير بيردي

## فوليدوتا
- فصيلة مانيداي [الإنجليزية]
  - جنس بنغوليات (5 انواع) - آكل نمل حرشفي صيني
  - جنس بنغولين الشجر الأفريقي [الإنجليزية] (نوعين) - آكل نمل حرشفي شجري
  - جنس بنغول أفريقي أرضي [الإنجليزية] (نوعين) - آكل النمل الحرشفي العملاق

## ثدييات مشعرة

### رتيبةآكلات النمل
- فصيلة ناملات مصقلبة
  - جنس سيكلوبس (نوع واحد) - آكل النمل الصغير
- فصيلة ناملات
  - جنس ميرميكوفاجا (نوع واحد) - آكل النمل العملاق
  - جنس تمندوة (نوعين) - تمندوة شمالية

### رتيبةكسلانيات
- فصيلة براديبوديداي
  - جنس كسلان ثلاثي الأصابع (5 انواع) - كسلان قزم
- فصيلة كولويبوديداي
  - جنس كسلان ثنائي الأصابع (نوعين) - كسلان جنوبي

## الرئيسيات

### رتيبةبسيطات الأنف
- دون رتبة قرديات الشكل
  - رتبة ثانوية سفليات المنخرين
    - فوق فصيلة سعدانيات العالم القديم
      - فصيلة سعدان العالم القديم
        - فُصيلة هجرساوات
          - قبيلة سيركوبيثيسيني [الإنجليزية]
            - جنس ألينوبيثيكوس (نوع واحد) - سعدان سبخي ألني
            - جنس ألوكروسبس [الإنجليزية] (3 انواع) - قرد ذو ذيل الشمس
            - جنس هجرس (19 نوع) - هجرس سايكس
            - جنس هجرس زيتوني (7 انواع) - هجرس جبال بال الأخيضر
            - جنس سعدان باتاسي (3 انواع) - سعدان الباتاس
            - جنس سعدان راهب (نوعين) - سعدان راهب أنغولي

          - قبيلة رباحاوية
            - جنس منجبي أبيض الحواجب (7 انواع) - منجبي نهر تانا
            - جنس منجبي متوج (نوعين) - منجبي متوج أسود
            - جنس مكاك (24 نوع) - مكاك ريسوسي
            - جنس ميمون (نوعين) - ميمون رمادي فاتح
            - جنس رباح (6 انواع) - رباح زيتوني
            - جنس رونغويسيبوس (نوع واحد) - كبونجي
            - جنس أبو قلادة (نوع واحد) - أبو قلادة

        - فُصيلة كولبساوات
          - جنس كولبس (5 انواع) - كولبس أنغولي
          - جنس كولبس أحمر (16 نوع) - كولبس أحمر غربي
          - جنس قرود الأوراق [الإنجليزية] (19 نوع) - لانغور سومطري أسود التاج
          - جنس ناساليس (نوع واحد) - قرد الململة
          - جنس بروكولبوس [الإنجليزية] (نوع واحد) - كولوبس الزيتون
          - جنس دوك (3 انواع) - دوك أحمر الساقين
          - جنس سعدان أفطس الأنف (5 انواع) - سعدان أفطس الأنف أسود
          - جنس قرد الهند المقدس (8 انواع) - لنغور رمادي نيبالي
          - جنس سيميس [الإنجليزية] (نوع واحد) - لنغور ذو ذيل الخنزير
          - جنس تراشيبيثيكوس [الإنجليزية] (16 نوع) - لنغور مقلنس

    - فوق فصيلة بشرانيات وأشباهها
      - فصيلة بشرانيات
        - فُصيلة بشراناوات
          - قبيلة غوريليني [الإنجليزية]
            - جنس غوريلا (نوعين) - غوريلا غربية وشرقية

          - قبيلة بشراناوية
            - جنس شمبانزي (نوعين) - شمبانزي شائع

        - فُصيلة أشباه البشر الآسيوي [الإنجليزية]
          - جنس إنسان الغاب (3 انواع) - إنسان الغاب البورنيوي

      - فصيلة جبون
        - جنس جبون هوولوك [الإنجليزية] (3 انواع) - جبون هوولوك الغربي
        - جنس جبون (9 انواع) - جبون رشيق
        - جنس نوماسكوس [الإنجليزية] (7 انواع) - جبون أسود التاج
        - جنس سيمفالانجوس (نوع واحد) - سيامنغ

  - رتبة ثانوية سعدان العالم الجديد
    - فصيلة أوتيداي
      - جنس سعدان ليلي (11 نوع) - سعدان ليلي رمادي البطن

    - فصيلة سعادين عنكبوتية
      - فُصيلة الواتيناي
        - جنس سعدان عواء (15 نوع) - عواء مغطى

      - فُصيلة أتيليناي [الإنجليزية]
        - جنس سعدان عنكبوتي (7 انواع) - سعدان عنكبوتي بني
        - جنس سعدان الموريكي (نوعين) - موريكي جنوبي
        - جنس سعدان صوفي (نوعين) - سعدان صوفي بني

    - فصيلة بهيات الشعر
      - جنس كاليميكو (نوع واحد) - قشة جولدي
      - جنس بهي الشعر (6 انواع) - قشة أسود الخصلتين
      - جنس قشة قزم (نوعين) - قشة قزم غربي
      - جنس طمارين ذو السرج الخلفي [الإنجليزية] (10 انواع) - الطمارين ذو اللون البني
      - جنس طمارين أسدي (4 انواع) - قشة ذهبي
      - جنس ميكو (16 نوع) - قشة أبيض
      - جنس طمارين (22 نوع) - طمارين ذو الوشاح الأسود

    - فصيلة سعادين كبوشية الشكل
      - فُصيلة كبوشاوات
        - جنس كبوشي (20 نوع) - كبوشي أبيض المقدمة
        - جنس قرد كبوشي قوي [الإنجليزية] (7 انواع) - كبوشي ذو الخصل

      - فُصيلة سايميريناي
        - جنس سعدان سنجابي (نوع واحد) - سعدان سنجابي أسود

    - فصيلة سعادين عارية الوجه
      - فُصيلة تيتي
        - جنس كاليسبوس [الإنجليزية] (5 انواع) - قرد تيتي باربرا براون
        - جنس شيراتسيبوس [الإنجليزية] (5 انواع) - تيتي الشيطان
        - جنس بلكتوروسيبس [الإنجليزية] (25 نوع) - قرد تيتي أبيض الأذن

      - فُصيلة ساكاوات
        - جنس وكاري (4 انواع) - وكاري أصلع
        - جنس ساكي ملتحي (6 انواع) - ساكي ملتحي أبيض الأنف
        - جنس سعدان الساكي (16 نوع) - ساكي استوائي
- دون رتبة رسغيات الشكل
  - فصيلة رسغيات
    - جنس كارليتو (نوع واحد) - رسغي فلبيني
    - جنس سيفالوباكوس (نوع واحد) - رسغي غربي
    - جنس رسغي (12 نوع) - قرد ديان

### رتيبةمنثنيات المنخرين
- دون رتبة ليموريات الشكل
  - فوق فصيلة ليمور
    - فصيلة ليموريات فأرية الشكل
      - جنس ألوسيبس (نوع واحد) - ليمور قزم مشعر الأذنين
      - جنس ليمور قزم (10 انواع) - ليمور قزم فروي الأذنين
      - جنس ليمور فأري (25 نوع) - ليمور فأري رمادي
      - جنس ليمور الفأر العملاق [الإنجليزية] (نوعين) - الليمور الفأري العملاق الشمالي
      - جنس ليمور ذو العلامة الشوكية [الإنجليزية] (4 انواع) - ليمور ماسالا ذو العلامات الشوكية

    - فصيلة دوبنتونيات
      - جنس دوبنتونيا [الإنجليزية] (نوع واحد) - آيآي

    - فصيلة إندرية
      - جنس ليمور صوفي (9 انواع) - ليمور صوفي شرقي
      - جنس إندري (نوع واحد) - إندري شائع
      - جنس سيفاكا (9 انواع) - سيفاكا كوكريلي

    - فصيلة ليموريات
      - جنس ليمور حقيقي (12 نوع) - ليمور بني شائع
      - جنس ليمور الخيزران (6 انواع) - ليمور الخيزران الشرقي الأصغر
      - جنس ليمور (نوع واحد) - ليمور حلقي الذيل
      - جنس ليمور مكشكش (نوعين) - ليمور مكشكش أبلق

    - فصيلة ليبيلموريداي
      - جنس ليمور مرح (26) - ليمور مرح رمادي الظهر

  - فوق فصيلة لورسانيات
    - فصيلة طنجيات
      - جنس طنجي ذو مخالب إبرة [الإنجليزية] (نوعين) - طنجي شمالي ذو مخالب إبرة
      - جنس دعفوص (4 انواع) - دعفوص المحول
      - جنس طنجي القزم الغربي [الإنجليزية] (3 انواع) - طنجي القزم الأنغولي
      - جنس طنجي كبير [الإنجليزية] (نوعين) - طنجي كبير بني
      - جنس طنجي القزم الشرقي [الإنجليزية] (5 انواع) - روندو طنجي قزم
      - جنس طنجي سنجابي [الإنجليزية] (3 انواع) - طنجي بيوكو ألين

    - فصيلة لوريسيات
      - فُصيلة لورس
        - جنس لوريس نحيل (نوعين) - لوريس نحيل رمادي
        - جنس لوريس بطيء (8 انواع) - لوريس البطيء بانجكا
        - جنس زانثونيكتيسبوس (نوع واحد) - لوريس بطئ قزمي

      - فُصيلة بيرودكتيسينا [الإنجليزية]
        - جنس بوتس الذهبي [الإنجليزية] (نوعين) - كالابار بوتس
        - جنس بوتس [الإنجليزية] (3 انواع) - بوتس وسط أفريقيا
        - جنس سودوبوتو [الإنجليزية] (نوع واحد) - بوتس كاذب

## خرطوميات
- فصيلة فيليات
  - جنس فيل إفريقي (نوعين) - فيل الأدغال الإفريقي
  - جنس فيل آسيوي (نوع واحد) - فيل آسيوي

## قوارض

### رتيبةشذيليات الشكل
- فصيلة شذيلية
  - جنس شذيل (4 انواع) - شذيل بيكروفتي
  - جنس فأر طائر [الإنجليزية] (نوعين) - فأر طائر طويل الأذنين
- فصيلة بيديتيداي [الإنجليزية]
  - جنس يرنب (نوعين) - يرنب الجنوب أفريقي
- فصيلة زنكيرليداي
  - جنس زينكيرلا [الإنجليزية] (نوع واحد) - الكاميرون متقشر الذيل

### رتيبةقندسيات الشكل
- فصيلة قندسية
  - جنس قندس (نوعين) - قندس أمريكي
- فصيلة غوفرية
  - جنس كراتوجيوميس [الإنجليزية] (7 انواع) - غوفر أصفر الوجه
  - جنس غوفر (12 نوع) - غوفر رملي
  - جنس غوفر مستقيم (نوعين) - غوفر جسيم
  - جنس غوفر مكسيكي (9 انواع) - غوفر بولري
  - جنس غوفر جيبي (9 انواع) - غوفر بوطي
  - جنس غوفر فداني (نوع واحد) - غوفر أشعر الساق
- فصيلة فأريات متغايرة
  - جنس جرذ كنغري (20 نوع) - جرذ كنغري نشيط
  - جنس فأر متغاير (16 نوع) - فأر متغاير ترينيدادي
  - جنس فأر جيبي خشن (17 نوع) - فأر جيبي رملي
  - جنس فأر جيبي حريري (9 انواع) - فأر جيبي أبيض الأذن

### رتيبةشيهميات الشكل
- فصيلة قندية
  - جنس قندي مشطي الأصابع (نوعين) - قندي شائع
  - جنس قندي فلاقة (نوع واحد) - قندي فاي
  - جنس قندي ماسوتير (نوع واحد) - قندي مزابي
  - جنس قندي مشطي (نوع واحد) - قندي سبيكي
- فصيلة دياتوميداي [الإنجليزية]
  - جنس لاوناستيس [الإنجليزية] (نوع واحد) - فأر الصخور اللاوسي
- فصيلة كابيائية
  - جنس كابياء (5 انواع) - كابياء برازيلية
  - جنس كابياء صفراء الأسنان (3 انواع)
  - جنس كابياء صغيرة (3 انواع)
  - جنس كابياء صخرية (نوعين)
  - جنس كابياء المارا (نوعين)
  - جنس خنزير الماء (نوعين)
- فصيلة كونيكوليداي
  - جنس باكا (3 انواع)
- فصيلة شردفيات
  - جنس أغوطي (11 نوع)
  - جنس اغوطي ذيلي [الإنجليزية] (نوعين)
- فصيلة فأر شينشيلا [الإنجليزية]
  - جنس أبريكوما [الإنجليزية] (8 انواع)
  - جنس كوسكوميس [الإنجليزية] (نوعين)
- فصيلة شنشيلات
  - جنس شنشيلة (نوعين)
  - جنس لاجيديوم [الإنجليزية] (4 انواع)
  - جنس لغستوم (نوع واحد)
- فصيلة دينوميداي [الإنجليزية]
  - جنس دينوميس (نوع واحد)
- فصيلة شيهميات العالم الجديد
  - جنس كايتوميس (نوع واحد)
  - جنس شيهم ذو ذيل ماسك (17 نوع)
  - جنس أرسون (نوع واحد)
- فصيلة كتينومييدي
  - جنس كتينوميس [الإنجليزية] (نوع واحد)
- فصيلة إكيميدي [الإنجليزية]
  - جنس كاليستوميس [الإنجليزية] (نوع واحد)
  - جنس كارترودون [الإنجليزية] (نوع واحد)
  - جنس كليوميس [الإنجليزية] (نوع واحد)
  - جنس دكتيلوميس [الإنجليزية] (3 انواع)
  - جنس دبلومات [الإنجليزية] (نوعين)
  - جنس إكيمايس [الإنجليزية] (3 انواع)
  - جنس جيارا [الإنجليزية] (نوعين)
  - جنس هوبلوميس [الإنجليزية] (نوع واحد)
  - جنس إيزوثريكس [الإنجليزية] (5 انواع)
  - جنس كاناباتيوميس [الإنجليزية] (نوع واحد)
  - جنس لونتشوتريكس [الإنجليزية] (نوع واحد)
  - جنس ماكالاتا [الإنجليزية] (4 انواع)
  - جنس ميزوميس [الإنجليزية] (4 انواع)
  - جنس ميوكاستور [الإنجليزية] (نوع واحد)
  - جنس اولالامي [الإنجليزية] (نوعين)
  - جنس باتونوميس [الإنجليزية] (نوعين)
  - جنس فيلوميس [الإنجليزية] (13 نوع)
  - جنس بروكيميس [الإنجليزية] (25 نوع)
  - جنس ثريتشوميس [الإنجليزية] (5 انواع)
  - جنس توروميس [الإنجليزية] (نوع واحد)
  - جنس فأر شوكي أطلسي [الإنجليزية] (11 نوع)
  - جنس كابروميس [الإنجليزية] (نوعين)
  - جنس جيوكابروميس [الإنجليزية] (نوعين)
  - جنس ميزوكابروميس [الإنجليزية] (5 انواع)
  - جنس ميساتيليس [الإنجليزية] (نوع واحد)
  - جنس بلاكودنتيا [الإنجليزية] (نوع واحد)
- فصيلة داغيات
  - جنس أكونياميس [الإنجليزية] (3 انواع)
  - جنس داغي (5 انواع)
  - جنس أوكتودونتميس [الإنجليزية] (نوع واحد)
  - جنس أكتومي [الإنجليزية] (نوع واحد)
  - جنس بيباناكوكتوميس [الإنجليزية] (نوع واحد)
  - جنس سبالاكوبس [الإنجليزية] (نوع واحد)
  - جنس تيمباناكتومي [الإنجليزية] (3 انواع)
- فصيلة تهنونيات
  - جنس تهنون (نوعين)
  - جنس ديماسي (5 انواع)
  - جنس فوكوميس (17 نوع)
  - جنس عَرْمَة (نوع واحد)
  - جنس هليوفوبيوس [الإنجليزية] (نوع واحد)
- فصيلة متباينات الرأس
  - جنس متباين الرأس (نوع واحد)
- فصيلة شيهميات العالم القديم
  - جنس نيص ذو ذيل الفرشاة (نوعين)
  - جنس شيهم (8 انواع)
  - جنس تريتشيس (نوع واحد)
- فصيلة بتروموريداي [الإنجليزية]
  - جنس بيتروموس [الإنجليزية] (نوع واحد)
- فصيلة فئران الخيزران [الإنجليزية]
- جنس فأر الخيزران (نوعين)

### رتيبةفأريات الشكل
- فصيلة يربوعيات
  - جنس يربوع
  - جنس ألاكتاجا [الإنجليزية] (8 انواع)
  - جنس ألاكتوديبس (نوع واحد)
  - جنس كارديوكرانيوس (نوع واحد)
  - جنس شفاري (نوع واحد)
  - جنس إريموديبوس (نوع واحد)
  - جنس يوكوريوس (نوع واحد)
  - جنس جاكولوس [الإنجليزية](5 انواع)
  - جنس فأر كنغري (نوعين)
  - جنس باراديبوس (نوع واحد)
  - جنس يربوع سميك الذيل (3 انواع)
  - جنس سالبينجوتولوس (نوع واحد)
  - جنس سالبينجوتوس [الإنجليزية] (5 انواع)
  - جنس ذو الساقين الإبرية (3 انواع)
- فصيلة سمينثيدي [الإنجليزية]
  - جنس فأر القضبان (19 نوع)
- فصيلة فئران القافزة [الإنجليزية]
  - جنس نابايوزابوس (نوع واحد)
  - جنس إيوزابوس (نوع واحد)
  - جنس فأر أباز (8 انواع)
- فصيلة كالوميسيداي
  - جنس قداد فأري (11 نوع)
- فصيلة قداديات
  - جنس أبراوايوميس [الإنجليزية] (نوع واحد)
  - جنس أبروتريكس [الإنجليزية] (11 نوع)
  - جنس أيجيالوميس [الإنجليزية] (نوعين)
  - جنس ايبوميس [الإنجليزية] (نوعين)
  - جنس أكودون [الإنجليزية] (42 نوع)
  - جنس قداد وسط آسيا (نوعين)
  - جنس ألتيكولا [الإنجليزية] (12 نوع)
  - جنس أمفينيكتوميس [الإنجليزية] (نوع واحد)
  - جنس أندالجالوميس [الإنجليزية] (3 انواع)
  - جنس أندينوميس [الإنجليزية] (نوع واحد)
  - جنس انتيموس [الإنجليزية] (نوع واحد)
  - جنس فأر الشجرة (3 انواع)
  - جنس ساكن الحقل (3 انواع)
  - جنس أوليسكوميس [الإنجليزية] (3 انواع)
  - جنس فأر قزمي (نوعين)
  - جنس بيبيميس [الإنجليزية] (3 انواع)
  - جنس بلانفورديميس [الإنجليزية] (3 انواع)
  - جنس بلارينوميس [الإنجليزية] (نوع واحد)
  - جنس بروسباترسونيوس [الإنجليزية] (7 انواع)
  - جنس فأر فيسبر [الإنجليزية] (14 نوع)
  - جنس قداد كانسو (نوع واحد)
  - جنس كاريوميس [الإنجليزية] (نوعين)
  - جنس سيرادوميس [الإنجليزية] (8 انواع)
  - جنس تشيليميس [الإنجليزية] (3 انواع)
  - جنس شيبشانوميس [الإنجليزية] (نوعين)
  - جنس تشيلوميس [الإنجليزية] (نوع واحد)
  - جنس شنشيلولا [الإنجليزية] (نوع واحد)
  - جنس شيونوميس [الإنجليزية] (3 انواع)
  - جنس كليثريونوميس [الإنجليزية] (5 انواع)
  - جنس كرازوميس [الإنجليزية] (7 انواع)
  - جنس قداد قزمي (7 انواع)
  - جنس قداد شائع (نوع واحد)
  - جنس ديلوميس [الإنجليزية] (3 انواع)
  - جنس دلتاميس [الإنجليزية] (نوع واحد)
  - جنس ليمينغ ذو الطوق [الإنجليزية] (7 انواع)
  - جنس ديناروميس [الإنجليزية] (نوع واحد)
  - جنس درايموروميس [الإنجليزية] (نوع واحد)
  - جنس إليغمودونتيا [الإنجليزية] (5 انواع)
  - جنس إلوبيوس [الإنجليزية] (3 انواع)
  - جنس إيولاجوروس [الإنجليزية] (نوعين)
  - جنس إيوثينوميس [الإنجليزية] (8 انواع)
  - جنس إريموريزوميس [الإنجليزية] (نوع واحد)
  - جنس يونيوميس [الإنجليزية] (4 انواع)
  - جنس يوريوريزوميس [الإنجليزية] (7 انواع)
  - جنس جالينوميس [الإنجليزية] (نوع واحد)
  - جنس جيوكسوس [الإنجليزية] (نوعين)
  - جنس جراوميس [الإنجليزية] (4 انواع)
  - جنس هابروميس [الإنجليزية] (7 انواع)
  - جنس هانديليوميس [الإنجليزية] (8 انواع)
  - جنس هودوميس [الإنجليزية] (نوع واحد)
  - جنس هولوشيلوس [الإنجليزية] (5 انواع)
  - جنس هيلياميس [الإنجليزية] (7 انواع)
  - جنس هايبيراكريوس [الإنجليزية] (نوعين)
  - جنس اكثيميوس [الإنجليزية] (4 انواع)
  - جنس فأر تشيلي المتسلق  [الإنجليزية] (نوع واحد)
  - جنس اسثموميس [الإنجليزية] (نوعين)
  - جنس جوليوميس [الإنجليزية] (5 انواع)
  - جنس جوسيلينومييس [الإنجليزية] (نوعين)
  - جنس كونسيا (نوع واحد)
  - جنس ذيل الأرنب (نوع واحد)
  - جنس لاسيوبودوميس [الإنجليزية] (نوعين)
  - جنس ليميسكوس [الإنجليزية] (نوع واحد)
  - جنس ليمينغ حقيقي [الإنجليزية] (6 انواع)
  - جنس لينوكسوس [الإنجليزية] (نوع واحد)
  - جنس لوكسودونتومي [الإنجليزية] (نوعين)
  - جنس لوندوميس (نوع واحد)
  - جنس ميجادونتومي [الإنجليزية] (3 انواع)
  - جنس ميلانوميس [الإنجليزية] (3 انواع)
  - جنس قداد متوسط (4 انواع)
  - جنس ميكروأيكودونتومي [الإنجليزية] (نوع واحد)
  - جنس ميكروريزوميس [الإنجليزية] (نوعين)
  - جنس عكبر (65 نوع)
  - جنس ميندوميز [الإنجليزية] (نوعين)
  - جنس ميوبوس [الإنجليزية] (نوع واحد)
  - جنس فأر ذو الشعيرات الخشنة [الإنجليزية] (24 نوع)
  - جنس نيكروميز [الإنجليزية] (10 انواع)
  - جنس نيكتوميس [الإنجليزية] (5 انواع)
  - جنس نيلسونيا [الإنجليزية] (نوعين)
  - جنس نيودون [الإنجليزية] (16 نوع)
  - جنس نيوفايبر [الإنجليزية] (نوع واحد)
  - جنس جيروذ (20 نوع)
  - جنس نيوتومودون [الإنجليزية] (نوع واحد)
  - جنس نيوتوميس [الإنجليزية] (نوع واحد)
  - جنس نيفلوميس [الإنجليزية] (14 نوع)
  - جنس نيسوريزوميس [الإنجليزية] (3 انواع)
  - جنس نيوستيكوميس [الإنجليزية] (7 انواع)
  - جنس نوتيوميس [الإنجليزية] (نوع واحد)
  - جنس نيكتوميس [الإنجليزية] (نوع واحد)
  - جنس أوكروتومي [الإنجليزية] (نوع واحد)
  - جنس أوكوميس [الإنجليزية] (17 نوع)
  - جنس جرذان أرز القزم (17 نوع)
  - جنس أونداترا (نوع واحد)
  - جنس فأر الجندب (3 انواع)
  - جنس أوريوريزوميس (نوع واحد)
  - جنس جرذ الأرز (6 انواع)
  - جنس أوسغودوميس [الإنجليزية] (نوع واحد)
  - جنس أوتونيستوميس [الإنجليزية] (نوع واحد)
  - جنس أوتوتيلوميس [الإنجليزية] (نوع واحد)
  - جنس أوكسيمايكتيروس [الإنجليزية] (18 نوع)
  - جنس فأر الأيل (74 نوع)
  - جنس فينوميس [الإنجليزية] (نوع واحد)
  - جنس فايوميس [الإنجليزية] (نوع واحد)
  - جنس فأر الحقل [الإنجليزية] (نوعين)
  - جنس قداد حويصلي الساق (3 انواع)
  - جنس فيلوتيس [الإنجليزية] (19 نوع)
  - جنس بودوميس [الإنجليزية] (نوع واحد)
  - جنس بودوكسيميس [الإنجليزية] (نوع واحد)
  - جنس برويدروميس [الإنجليزية] (نوع واحد)
  - جنس بروميثيوميس [الإنجليزية] (نوع واحد)
  - جنس بسودوريزوميس [الإنجليزية] (نوع واحد)
  - جنس بونوميس [الإنجليزية] (نوعين)
  - جنس ريثرودون [الإنجليزية] (نوعين)
  - جنس ريثرودونتوميسيس [الإنجليزية] (22 نوع)
  - جنس فأر شجري برازيلي (نوع واحد)
  - جنس ريومييس [الإنجليزية] (4 انواع)
  - جنس ريبيدوميس [الإنجليزية] (25 نوع)
  - جنس سالينومي [الإنجليزية] (نوع واحد)
  - جنس سكابتروميس [الإنجليزية] (3 انواع)
  - جنس سكولوميس [الإنجليزية] (نوعين)
  - جنس فأر بني (نوعين)
  - جنس جرذ القطن (14 نوع)
  - جنس سيجمودونتومي [الإنجليزية] (نوعين)
  - جنس سوريتاميس [الإنجليزية] (نوع واحد)
  - جنس ليمينغ المستنقع [الإنجليزية] (نوعين)
  - جنس تانيوروميس [الإنجليزية] (نوعين)
  - جنس تابيكوميس [الإنجليزية] (نوع واحد)
  - جنس ثالبوميس [الإنجليزية] (نوعين)
  - جنس ثابتوميس [الإنجليزية] (نوع واحد)
  - جنس توماسوميس [الإنجليزية] (44 نوع)
  - جنس ترانساندوميس [الإنجليزية] (نوعين)
  - جنس تشيرسكيا (نوع واحد)
  - جنس تيلوميس [الإنجليزية] (7 انواع)
  - جنس فوليميس [الإنجليزية] (نوعين)
  - جنس ويدوميس [الإنجليزية] (نوعين)
  - جنس ويلفريدوميس [الإنجليزية] (نوع واحد)
  - جنس زينوميس [الإنجليزية] (نوع واحد)
  - جنس زيجودونتومي [الإنجليزية] (نوعين)
- فصيلة فأرية
  - جنس أبديتوميز [الإنجليزية] (نوع واحد)
  - جنس فأر شوكي (21 نوع)
  - جنس أيثوميس [الإنجليزية] (11 نوع)
  - جنس أموديلوس [الإنجليزية] (نوع واحد)
  - جنس أنيسوميس [الإنجليزية] (نوع واحد)
  - جنس انيموميوس [الإنجليزية] (نوع واحد)
  - جنس دثيمة (20 نوع)
  - جنس أبوميس [الإنجليزية] (19 نوع)
  - جنس أرشبولدوميس [الإنجليزية] (نوعين)
  - جنس جرذ العشب (7 انواع)
  - جنس بايانكاميس [الإنجليزية] (نوعين)
  - جنس جرذ البانديكوت [الإنجليزية] (3 انواع)
  - جنس باتوميس [الإنجليزية] (7 انواع)
  - جنس فأر ذو أسنان بيضاء [الإنجليزية] (4 انواع)
  - جنس براشيونيس [الإنجليزية] (نوع واحد)
  - جنس بوليموس [الإنجليزية] (4 انواع)
  - جنس بونوميس [الإنجليزية] (8 انواع)
  - جنس كاربوميس [الإنجليزية] (نوعين)
  - جنس كيروميسكوس [الإنجليزية] (نوع واحد)
  - جنس فأر الشجرة ذو الذيل القلمي [الإنجليزية] (6 انواع)
  - جنس شيروروميس [الإنجليزية] (3 انواع)
  - جنس كروتوميس [الإنجليزية] (5 انواع)
  - جنس كوكسيميس [الإنجليزية] (3 انواع)
  - جنس كولوميس [الإنجليزية] (4 انواع)
  - جنس كونيلوروس (نوع واحد)
  - جنس كراتروميس [الإنجليزية] (4 انواع)
  - جنس كريمنوميس [الإنجليزية] (نوعين)
  - جنس كروسوميس [الإنجليزية] (نوع واحد)
  - جنس كرونوميس [الإنجليزية] (4 انواع)
  - جنس داكنوميس [الإنجليزية] (نوع واحد)
  - جنس داسيميس [الإنجليزية] (11 نوع)
  - جنس ديوميس [الإنجليزية] (نوع واحد)
  - جنس ديفوميس [الإنجليزية] (نوعين)
  - جنس ديزموديلسكوس [الإنجليزية] (نوع واحد)
  - جنس دسموديلوس [الإنجليزية] (نوع واحد)
  - جنس ديسموس [الإنجليزية] (نوعين)
  - جنس ديوميس [الإنجليزية] (نوع واحد)
  - جنس ديبلوثريكس [الإنجليزية] (نوع واحد)
  - جنس ديبوديلوس [الإنجليزية] (13 نوع)
  - جنس إيكيوثريكس [الإنجليزية] (نوعين)
  - جنس ايروبلس [الإنجليزية] (نوع واحد)
  - جنس جربيليسكوس [الإنجليزية] (11 نوع)
  - جنس جربيلوروس [الإنجليزية] (4 انواع)
  - جنس عضل (60 نوع)
  - جنس فأر الثيل (نوع واحد)
  - جنس جراموميس [الإنجليزية] (15 نوع)
  - جنس هادروميس [الإنجليزية] (نوعين)
  - جنس هيروميس [الإنجليزية] (3 انواع)
  - جنس هابالوميس [الإنجليزية] (3 انواع)
  - جنس هايميسكوس [الإنجليزية] (نوع واحد)
  - جنس هايبوميس [الإنجليزية] (6 انواع)
  - جنس هيدروميس [الإنجليزية] (4 انواع)
  - جنس هيلوميسكوس [الإنجليزية] (21 نوع)
  - جنس فأر عملاق ذو أذنين بيضاء [الإنجليزية] (نوعين)
  - جنس كادارسانوميس [الإنجليزية] (نوع واحد)
  - جنس كومودوميس [الإنجليزية] (نوع واحد)
  - جنس لاموتيميس [الإنجليزية] (نوع واحد)
  - جنس ليجادينا [الإنجليزية] (نوعين)
  - جنس ليماكوميس [الإنجليزية] (نوع واحد)
  - جنس فأر العشب المخطط [الإنجليزية] (11 نوع)
  - جنس لينوميس [الإنجليزية] (نوع واحد)
  - جنس لينوثريكس [الإنجليزية] (نوع واحد)
  - جنس ليوبولدامييس [الإنجليزية] (7 انواع)
  - جنس ليوبوريلس [الإنجليزية] (نوعين)
  - جنس ليبتوميس [الإنجليزية] (5 انواع)
  - جنس ليمنوميس [الإنجليزية] (نوعين)
  - جنس لوفيوميس (نوع واحد)
  - جنس فأر ذو فراء كثيف [الإنجليزية] (21 نوع)
  - جنس لورينتزيميس [الإنجليزية] (نوع واحد)
  - جنس ماكروروميس [الإنجليزية] (نوعين)
  - جنس مادروميس [الإنجليزية] (نوع واحد)
  - جنس مالاكوميس [الإنجليزية] (3 انواع)
  - جنس مالوميس [الإنجليزية] (7 انواع)
  - جنس ماميلوميس [الإنجليزية] (نوعين)
  - جنس مارغريتاميس [الإنجليزية] (4 انواع)
  - جنس ماستاكوميس [الإنجليزية] (نوع واحد)
  - جنس ماستوميس [الإنجليزية] (8 انواع)
  - جنس ماكسوميس [الإنجليزية] (18 نوع)
  - جنس ميلاسموثريكس [الإنجليزية] (نوع واحد)
  - جنس ميلوميس [الإنجليزية] (22 نوع)
  - جنس جرد (17 نوع)
  - جنس ميسمبريوميس [الإنجليزية] (نوعين)
  - جنس ميكروديلوس [الإنجليزية] (نوع واحد)
  - جنس ميكروهيدروميس [الإنجليزية] (نوعين)
  - جنس زبانة (نوعين)
  - جنس ميلارديا [الإنجليزية] (4 انواع)
  - جنس ميرزاميس [الإنجليزية] (نوعين)
  - جنس موريكولوس [الإنجليزية] (نوع واحد)
  - جنس فأر (41 نوع)
  - جنس موسيروميس [الإنجليزية] (4 انواع)
  - جنس ميلوميس [الإنجليزية] (نوعين)
  - جنس ميوميسكوس [الإنجليزية] (نوع واحد)
  - جنس موتوميس [الإنجليزية] (نوعين)
  - جنس ركين (نوعين)
  - جنس نيسوروميس [الإنجليزية] (نوع واحد)
  - جنس نيلوبيغاميز [الإنجليزية] (نوع واحد)
  - جنس نيفيفينتر [الإنجليزية] (18 نوع)
  - جنس فأر قافز [الإنجليزية] (5 انواع)
  - جنس أونوميس [الإنجليزية] (نوعين)
  - جنس أوتوميس [الإنجليزية] (26 نوع)
  - جنس باكيوروميس (نوع واحد)
  - جنس بالاوانوميس [الإنجليزية] (نوع واحد)
  - جنس باباغوميس [الإنجليزية] (نوع واحد)
  - جنس باراهيدروميس [الإنجليزية] (نوع واحد)
  - جنس بارالبتوميس [الإنجليزية] (نوعين)
  - جنس باراميلوميس [الإنجليزية] (9 انواع)
  - جنس باروتومي [الإنجليزية] (نوعين)
  - جنس باروروميس [الإنجليزية] (نوع واحد)
  - جنس بوسيدنتوميس [الإنجليزية] (نوع واحد)
  - جنس بولاميس [الإنجليزية] (نوع واحد)
  - جنس بيلوميس [الإنجليزية] (5 انواع)
  - جنس فلوميس [الإنجليزية] (نوعين)
  - جنس بيتيشير [الإنجليزية] (نوعين)
  - جنس بيتيتشيروبس [الإنجليزية] (نوع واحد)
  - جنس بوجونوميلوميس [الإنجليزية] (3 انواع)
  - جنس بوجونوميس [الإنجليزية] (6 انواع)
  - جنس براوميس [الإنجليزية] (14 نوع)
  - جنس بروتوكروميس [الإنجليزية] (نوع واحد)
  - جنس فأر الرمل (نوعين)
  - جنس بسيدوهيدروميس [الإنجليزية] (12 نوع)
  - جنس بسيدوميس [الإنجليزية] (22 نوع)
  - جنس جرذ (68 نوع)
  - جنس رابدوميس [الإنجليزية] (نوعين)
  - جنس رومبوميس [الإنجليزية] (نوع واحد)
  - جنس فأر زغابي [الإنجليزية] (6 انواع)
  - جنس ساكساتيلوميس [الإنجليزية] (نوع واحد)
  - جنس سيكيتاميس (نوع واحد)
  - جنس سولومي [الإنجليزية] (4 انواع)
  - جنس سوميروميس [الإنجليزية] (نوع واحد)
  - جنس سريلانكاميس [الإنجليزية] (نوع واحد)
  - جنس ستينوسيفاليميس [الإنجليزية] (6 انواع)
  - جنس ستوكوميس [الإنجليزية] (نوع واحد)
  - جنس سنداميس [الإنجليزية] (4 انواع)
  - جنس تايروميس [الإنجليزية] (7 انواع)
  - جنس تارسوميس [الإنجليزية] (3 انواع)
  - جنس تيتيوميس [الإنجليزية] (نوعين)
  - جنس تاتيرا (نوع واحد)
  - جنس تاتيريلوس [الإنجليزية] (9 انواع)
  - جنس ثالومييس [الإنجليزية] (4 انواع)
  - جنس ثامنوميس [الإنجليزية] (3 انواع)
  - جنس فأر الريف الشوكي [الإنجليزية] (3 انواع)
  - جنس تونكينوميس [الإنجليزية] (نوع واحد)
  - جنس تريفوميس [الإنجليزية] (نوع واحد)
  - جنس أورانوميس [الإنجليزية] (نوع واحد)
  - جنس فأر عملاق عاري الذيل [الإنجليزية] (11 نوع)
  - جنس فأر متسلق ذات الذيل الطويل [الإنجليزية] (3 انواع)
  - جنس فرنايا [الإنجليزية] (4 انواع)
  - جنس وايوميس [الإنجليزية] (نوع واحد)
  - جنس زينوروميس [الإنجليزية] (نوع واحد)
  - جنس زيروميس [الإنجليزية] (نوع واحد)
  - جنس فأر ذو الرأس العريض [الإنجليزية] (نوعين)
  - جنس فأر ذو ذيل سميك [الإنجليزية] (5 انواع)
- فصيلة نيسوميداي [الإنجليزية]
  - جنس بيميس [الإنجليزية] (نوعين)
  - جنس بركيتاريسموس [الإنجليزية] (3 انواع)
  - جنس براكيوروميس [الإنجليزية] (نوعين)
  - جنس فأر جرابي عملاق [الإنجليزية] (4 انواع)
  - جنس ديلانيميس [الإنجليزية] (نوع واحد)
  - جنس دندرميس (15 نوع)
  - جنس ديندروبريونوميس [الإنجليزية] (نوع واحد)
  - جنس إليوروس [الإنجليزية] (12 نوع)
  - جنس جمناروميس [الإنجليزية] (نوع واحد)
  - جنس هايبوجيوميس [الإنجليزية] (نوع واحد)
  - جنس فأر كبير القدمين [الإنجليزية] (3 انواع)
  - جنس مالاكوثركس [الإنجليزية] (نوع واحد)
  - جنس ميجاديندرومس [الإنجليزية] (نوع واحد)
  - جنس مونتيكولوميس [الإنجليزية] (نوع واحد)
  - جنس ميستروميس (نوع واحد)
  - جنس فأر الغابة الحمراء [الإنجليزية] (3 انواع)
  - جنس بتروميسكوس [الإنجليزية] (4 انواع)
  - جنس بريونوميس [الإنجليزية] (نوع واحد)
  - جنس ساكستوموس [الإنجليزية] (نوعين)
  - جنس ستيتوميس [الإنجليزية] (8 انواع)
- فصيلة زغبة شرقية [الإنجليزية]
  - جنس بلاتاكانثوميس [الإنجليزية] (نوع واحد)
  - جنس تيفلوميس [الإنجليزية] (نوع واحد)
- فصيلة خلديات
  - جنس كانوميس [الإنجليزية] (نوع واحد)
  - جنس إيوسبالاكس [الإنجليزية] (3 انواع)
  - جنس ميوسبالاكس [الإنجليزية] (3 انواع)
  - جنس فأر الجذور (3 انواع)
  - جنس خلد (8 انواع)
  - جنس تاكيوريكتس [الإنجليزية] (13 نوع)

### رتيبةسنجابيات الشكل
- فصيلة قنادس جبلية
  - جنس قندس الجبل (نوع واحد)
- فصيلة زغبية
  - جنس زغبة صينية (نوع واحد)
  - جنس زغبة حرجية (3 انواع)
  - جنس زغبة الحدائق (3 انواع)
  - جنس زغبة يابانية (نوع واحد)
  - جنس زغبة سمينة (نوعين)
  - جنس زغبة إفريقية (15 نوع)
  - جنس زغبة شائعة (نوع واحد)
  - جنس زغبة فأرية الذيل (3 انواع)
  - جنس زغبة صحراوية (نوع واحد)
- فصيلة سنجابيات
  - جنس إيريتس [الإنجليزية] (نوع واحد)
  - جنس سنجاب طائر أسود كبير [الإنجليزية] (نوعين)
  - جنس يرمول (5 انواع)
  - جنس سنجاب الأرض الأطلسي (نوع واحد)
  - جنس بيلوميس [الإنجليزية] (نوع واحد)
  - جنس بيسوامويوبتروس [الإنجليزية] (3 انواع)
  - جنس كالوسكيوروس [الإنجليزية] (16 نوع)
  - جنس كلب المروج (5 انواع)
  - جنس سنجاب أحمر الخد [الإنجليزية] (6 انواع)
  - جنس أوجلوكوميس [الإنجليزية] (نوع واحد)
  - جنس إبيكسروس [الإنجليزية] (نوع واحد)
  - جنس يوبيتاوروس [الإنجليزية] (3 انواع)
  - جنس يوتامياس [الإنجليزية] (نوع واحد)
  - جنس إكسيليسكيوروس [الإنجليزية] (3 انواع)
  - جنس جلهم (6 انواع)
  - جنس سنجاب الأفريقي المخطط [الإنجليزية] (10 انواع)
  - جنس سنجاب طائر العالم الجديد [الإنجليزية] (3 انواع)
  - جنس جليفوتات [الإنجليزية] (نوع واحد)
  - جنس سنجاب الشمس [الإنجليزية] (6 انواع)
  - جنس هيلوبيتس [الإنجليزية] (10 انواع)
  - جنس هيوسيوروس [الإنجليزية] (نوعين)
  - جنس أيوميس [الإنجليزية] (نوعين)
  - جنس لاريسكوس [الإنجليزية] (4 انواع)
  - جنس مرموط (15 نوع)
  - جنس مينيتس [الإنجليزية] (نوع واحد)
  - جنس ميكروسكيوروس [الإنجليزية] (15 نوع)
  - جنس ميوسيوروس [الإنجليزية] (نوع واحد)
  - جنس نانوسيوروس (نوع واحد)
  - جنس نيوتامياس [الإنجليزية] (23 نوع)
  - جنس نوتوسيتيلوس [الإنجليزية] (نوعين)
  - جنس أوتوسبيرموفيلس [الإنجليزية] (3 انواع)
  - جنس سنجاب الأدغال الأفريقي [الإنجليزية] (11 نوع)
  - جنس سنجاب القزم الطائر [الإنجليزية] (3 انواع)
  - جنس بيتاوريستا [الإنجليزية] (8 انواع)
  - جنس بيتينوميس [الإنجليزية] (8 انواع)
  - جنس بوليوسيتيلوس [الإنجليزية] (نوع واحد)
  - جنس بريابوميس [الإنجليزية] (نوع واحد)
  - جنس بروسكيوريلس [الإنجليزية] (7 انواع)
  - جنس سنجاب العملاق الأفريقي [الإنجليزية] (نوعين)
  - جنس سنجاب العالم القديم الطائر (نوعين)
  - جنس بتروميسكوس [الإنجليزية] (نوع واحد)
  - جنس سنجاب العملاق الشرقي [الإنجليزية] (4 انواع)
  - جنس ريثروسكيوروس [الإنجليزية] (نوع واحد)
  - جنس رينوسوروس [الإنجليزية] (نوع واحد)
  - جنس روبريسيوروس [الإنجليزية] (نوع واحد)
  - جنس سكيورلس [الإنجليزية] (نوع واحد)
  - جنس سنجاب صخري (نوعين)
  - جنس سنجاب (28 نوع)
  - جنس سبيرموفيلوبسيس [الإنجليزية] (نوع واحد)
  - جنس هوقل (18 نوع)
  - جنس سونداسكورس [الإنجليزية] (20 نوع)
  - جنس سينثيوسكيوروس (نوع واحد)
  - جنس صيدناني (نوع واحد)
  - جنس سنجاب الصنوبر [الإنجليزية] (3 انواع)
  - جنس سنجاب مخطط آسيوي [الإنجليزية] (5 انواع)
  - جنس تروجوبتيروس [الإنجليزية] (نوع واحد)
  - جنس زيرسبيرموفيلس [الإنجليزية] (4 انواع)
  - جنس زيروس (نوع واحد)

## زبابيات الشجر
في الماضي، اقترح العديد من المؤلفين وضع زبابيات الشجر في رتبة آكلات الحشرات، أو اعتبروها أقاربًا قريبين من الرئيسيات. منذ عام 1972، جُمعت عائلاتها توباييداي وبتيلوسيرسيدي في رتبة زبابيات الشجر.
- فصيلة بتيلوسيرسيدي
  - جنس بتيلوسيركس [الإنجليزية] (نوع واحد) - زبابة الشجر ذات الذيل القلمي
- فصيلة توباييداي [الإنجليزية]
  - جنس أناثانا [الإنجليزية] (نوع واحد) - زبابة شجرية مدراس
  - جنس ديندروجال [الإنجليزية] (نوعين) - زبابية شجرة بورنيو ناعمة الذيل
  - جنس توبايا [الإنجليزية] (19 نوع) - الزبابة الشجرية الشمالية

## خيلانيات
- فصيلة أطومات
  - جنس أطوم (نوع واحد) - أطوم
- فصيلة خرفان البحر
  - جنس خروف البحر (4 انواع) - خروف البحر الأمازوني

## أنبوبيات الأسنان
- فصيلة أنبوبيات الأسنان
  - جنس دوبل (نوع واحد) - خنزير الأرض